# Persone di nome Alberto
| Questa pagina contiene informazioni ricavate automaticamente dalle voci biografiche con l'ausilio del template Bio e di un bot. L'aggiornamento è periodico e automatico e ricostruisce completamente la pagina. Se manca una persona in questa lista, sei pregato di non aggiungerla, ma accertati piuttosto che la sua voce biografica contenga il template Bio e che i dati anagrafici siano correttamente compilati. Se il template Bio manca, inseriscilo tu stesso o, in alternativa, metti l'avviso {{tmp\|Bio}} che ne segnala la mancanza. Se i dati riportati sono sbagliati, correggi direttamente la voce biografica; le modifiche saranno visibili in questa lista entro pochi giorni. Per chiarimenti vedi il progetto antroponimi. La lista contiene solo le 1.419 persone che sono citate nell'enciclopedia e per le quali è stato implementato correttamente il template Bio. Pagina aggiornata al 6 ago 2025. |

Questa è una lista di persone presenti nell'enciclopedia che hanno il nome Alberto, suddivise per attività principale.

## Abati(1)
- Alberto di Marmoutier, abate francese († 1064)

## Allenatori di calcio(31)
- Alberto Martín Acosta, allenatore di calcio e ex calciatore uruguaiano (Montevideo, n. 1977)
- Alberto Aguilar, allenatore di calcio e ex calciatore spagnolo (Benamejí, n. 1984)
- Alberto Valentim, allenatore di calcio e ex calciatore brasiliano (Oliveira, n. 1975)
- Alberto Aquilani, allenatore di calcio e ex calciatore italiano (Roma, n. 1984)
- Alberto Arbitrio, allenatore di calcio e ex calciatore italiano (Gioia Tauro, n. 1950)
- Alberto Bernardi, allenatore di calcio e calciatore italiano (Torino, n. 1977)
- Alberto Bollini, allenatore di calcio e dirigente sportivo italiano (Poggio Rusco, n. 1966)
- Alberto Buccicardi, allenatore di calcio cileno (n. 1914 - † 1970)
- Agustín Castillo, allenatore di calcio e ex calciatore peruviano (Ica, n. 1963)
- Alberto Cavasin, allenatore di calcio e ex calciatore italiano (Treviso, n. 1956)
- Alberto Colombo, allenatore di calcio e ex calciatore italiano (Cesana Brianza, n. 1974)
- Alberto Delfrati, allenatore di calcio e calciatore italiano (Codogno, n. 1924 - Napoli, † 1990)
- Alberto Di Chiara, allenatore di calcio, procuratore sportivo e ex calciatore italiano (Roma, n. 1964)
- Alberto Gamero, allenatore di calcio e ex calciatore colombiano (Santa Marta, n. 1964)
- Alberto Ghimenti, allenatore di calcio italiano (Santa Croce sull'Arno, n. 1963)
- Alberto Gilardino, allenatore di calcio e ex calciatore italiano (Biella, n. 1982)
- Alberto López Fernández, allenatore di calcio e ex calciatore spagnolo (Irún, n. 1969)
- Alberto Mantelli, allenatore di calcio e ex calciatore italiano (Parma, n. 1971)
- Alberto Marchetti, allenatore di calcio e ex calciatore italiano (Montevarchi, n. 1954)
- Alberto Mari, allenatore di calcio e ex calciatore italiano (Macerata, n. 1941)
- Alberto Molina, allenatore di calcio e calciatore italiano (Solbiate Arno, n. 1921 - † 1975)
- Alberto Monteagudo, allenatore di calcio e ex calciatore spagnolo (Valdeganga, n. 1974)
- Alberto Muro, allenatore di calcio e calciatore argentino (Buenos Aires, n. 1927 - La Colle-sur-Loup, † 1997)
- Alberto Nardi, allenatore di calcio e ex calciatore italiano (Pederobba, n. 1968)
- Alberto Nocerino, allenatore di calcio e ex calciatore italiano (Pompei, n. 1975)
- Alberto Piccinini, allenatore di calcio e calciatore italiano (Roma, n. 1923 - Roma, † 1972)
- Alberto Regazzoni, allenatore di calcio svizzero (Lugano, n. 1983)
- Alberto Savino, allenatore di calcio e ex calciatore italiano (Pompei, n. 1973)
- Alberto Spelta, allenatore di calcio e ex calciatore italiano (Lodi, n. 1942)
- Alberto Suppici, allenatore di calcio e calciatore uruguaiano (Colonia del Sacramento, n. 1898 - Montevideo, † 1981)
- Alberto Zaccheroni, allenatore di calcio italiano (Meldola, n. 1953)

## Allenatori di calcio a 5(3)
- Alberto Carfagna, allenatore di calcio a 5 e ex giocatore di calcio a 5 argentino (n. 1957)
- Germán Ocampo, allenatore di calcio a 5 e ex giocatore di calcio a 5 argentino (n. 1957)
- Alberto Riquer, allenatore di calcio a 5 e ex giocatore di calcio a 5 spagnolo (Madrid, n. 1974)

## Allenatori di hockey su pista(2)
- Alberto Borregan, allenatore di hockey su pista e ex hockeista su pista spagnolo (Barcellona, n. 1977)
- Alberto Orlandi, allenatore di hockey su pista e ex hockeista su pista italiano (Viareggio, n. 1973)

## Allenatori di pallacanestro(4)
- Alberto Bucci, allenatore di pallacanestro italiano (Bologna, n. 1948 - Rimini, † 2019)
- Alberto de Carvalho, allenatore di pallacanestro angolano (Luanda, n. 1956)
- Alberto Espasandín, allenatore di pallacanestro uruguaiano (n. 1949)
- Alberto Martelossi, allenatore di pallacanestro e dirigente sportivo italiano (Udine, n. 1966)

## Allenatori di pallamano(1)
- Alberto Urdiales, allenatore di pallamano e ex pallamanista spagnolo (Santander, n. 1968)

## Allenatori di pallanuoto(1)
- Alberto Angelini, allenatore di pallanuoto e ex pallanuotista italiano (Savona, n. 1974)

## Allenatori di pallavolo(2)
- Alberto Giuliani, allenatore di pallavolo italiano (San Severino Marche, n. 1964)
- Alberto Roitman, allenatore di pallavolo argentino

## Allenatori di sci alpino(2)
- Alberto Ghidoni, allenatore di sci alpino e ex sciatore alpino italiano (Collio, n. 1962)
- Alberto Senigagliesi, allenatore di sci alpino e ex sciatore alpino italiano (Susa, n. 1970)

## Allenatori di tennis(3)
- Alberto Castellani, allenatore di tennis italiano (Perugia, n. 1948)
- Alberto Mancini, allenatore di tennis e ex tennista argentino (Posadas, n. 1969)
- Alberto Martín, allenatore di tennis e ex tennista spagnolo (Barcellona, n. 1978)

## Alpinisti(1)
- Alberto Iñurrategi, alpinista spagnolo (Aretxabaleta, n. 1968)

## Ammiragli(4)
- Alberto Lais, ammiraglio italiano (Roma, n. 1882 - Roma, † 1951)
- Alberto Marenco di Moriondo, ammiraglio e partigiano italiano (Novara, n. 1889 - Torino, † 1958)
- Alberto da Zara, ammiraglio italiano (Padova, n. 1889 - Foggia, † 1951)
- Alberto del Bono, ammiraglio e politico italiano (Golese, n. 1856 - Roma, † 1932)

## Anarchici(1)
- Alberto Meschi, anarchico e sindacalista italiano (Borgo San Donnino, n. 1879 - Carrara, † 1958)

## Anatomisti(1)
- Alberto de' Zancari, anatomista italiano (Bologna - Bologna)

## Antifascisti(2)
- Alberto Marchesi, antifascista italiano (Roma, n. 1900 - Roma, † 1944)
- Alberto Segre, antifascista e imprenditore italiano (Milano, n. 1899 - Auschwitz, † 1944)

## Antiquari(1)
- Alberto Bruschi, antiquario, storico e collezionista d'arte italiano (Firenze, n. 1944 - Grassina, † 2021)

## Antropologi(1)
- Alberto Mario Cirese, antropologo italiano (Avezzano, n. 1921 - Roma, † 2011)

## Arbitri di calcio(9)
- Alberto Ruben Arena, arbitro di calcio italiano (Torre del Greco, n. 1992)
- Alberto Boschi, ex arbitro di calcio italiano (Parma, n. 1946)
- Alberto Castellani, ex arbitro di calcio italiano (Verona, n. 1961)
- Alberto Neme, arbitro di calcio argentino
- Alberto Picasso, arbitro di calcio italiano (Chiavari, n. 1930 - Chiavari, † 2016)
- Alberto Rojo Miró, arbitro di calcio argentino
- Alberto Santoro, arbitro di calcio italiano (Messina, n. 1989)
- Alberto Tejada Noriega, ex arbitro di calcio e politico peruviano (Lima, n. 1956)
- Alberto Undiano Mallenco, ex arbitro di calcio spagnolo (Pamplona, n. 1973)

## Archeologi(5)
- Alberto Cazzella, archeologo italiano (Roma, n. 1950)
- Alberto Maria Centurione, archeologo e gesuita italiano (Genova, n. 1834 - Principato di Monaco, † 1889)
- Alberto De Capitani d'Arzago, archeologo e storico dell'arte italiano (Paderno Dugnano, n. 1909 - Parigi, † 1948)
- Alberto Puschi, archeologo e numismatico italiano (Trieste, n. 1853 - Trieste, † 1922)
- Alberto Ruz Lhuillier, archeologo francese (Parigi, n. 1906 - Montréal, † 1979)

## Architetti(19)
- Alberto di Giovanni Alberti, architetto e pittore italiano (Borgo San Sepolcro - Roma, † 1598)
- Alberto Alpago-Novello, architetto, urbanista e storico dell'architettura italiano (Feltre, n. 1889 - Frontin, † 1985)
- Alberto Bovo, architetto e designer italiano (Padova, n. 1954)
- Alberto Calza Bini, architetto e pittore italiano (Roma, n. 1881 - Roma, † 1957)
- Alberto Camenzind, architetto svizzero (Lugano, n. 1914 - Astano, † 2004)
- Alberto Campo Baeza, architetto spagnolo (Valladolid, n. 1946)
- Alberto Cavos, architetto italiano (San Pietroburgo, n. 1800 - Peterhof, † 1863)
- Alberto Galardi, architetto italiano (Chiavari, n. 1930 - Milano, † 2025)
- Alberto Gollini, architetto italiano (Bologna, n. 1942 - Genova, † 2017)
- Alberto Izzo, architetto italiano (Portici, n. 1932 - Napoli, † 2019)
- Alberto Legnani, architetto italiano (Bologna, n. 1894 - Bologna, † 1958)
- Alberto Magnaghi, architetto e urbanista italiano (Torino, n. 1941 - Bra, † 2023)
- Alberto Ponis, architetto italiano (Genova, n. 1933 - Palau, † 2024)
- Alberto Prebisch, architetto argentino (San Miguel de Tucumán, n. 1899 - Buenos Aires, † 1970)
- Alberto Riccoboni, architetto e storico dell'arte italiano (Este, n. 1894 - Milano, † 1973)
- Alberto Rosselli, architetto e designer italiano (Palermo, n. 1921 - Milano, † 1976)
- Alberto Samonà, architetto e urbanista italiano (Napoli, n. 1932 - Roma, † 1993)
- Alberto Sartoris, architetto italiano (Torino, n. 1901 - Pompaples, † 1998)
- Alberto Schiatti, architetto italiano (Ferrara - Ferrara, † 1586)

## Arcieri(1)
- Alberto Simonelli, arciere italiano (Gorlago, n. 1967)

## Arcivescovi cattolici(10)
- Alberto di Riga, arcivescovo cattolico e politico tedesco (Bexhövede, n. 1165 - Riga, † 1229)
- Alberto Maria Capobianco, arcivescovo cattolico italiano (Brindisi, n. 1708 - Napoli, † 1798)
- Alberto Castelli, arcivescovo cattolico, critico letterario e traduttore italiano (Siziano, n. 1907 - Roma, † 1971)
- Ferdinando Romualdo Guiccioli, arcivescovo cattolico italiano (Ravenna, n. 1686 - Ravenna, † 1763)
- Alberto I di Käfernburg, arcivescovo cattolico tedesco (Germania - Cividale del Friuli, † 1232)
- Alberto Jover Piamonte, arcivescovo cattolico filippino (Iloilo, n. 1934 - Iloilo, † 1998)
- Alberto Gaudêncio Ramos, arcivescovo cattolico brasiliano (Belém, n. 1915 - Belém, † 1991)
- Alberto Taveira Corrêa, arcivescovo cattolico brasiliano (Nova Lima, n. 1950)
- Alberto Torriani, arcivescovo cattolico italiano (Bollate, n. 1971)
- Alberto Vassallo di Torregrossa, arcivescovo cattolico italiano (San Cataldo, n. 1865 - San Cataldo, † 1959)

## Armonicisti(1)
- Alberto Borsari, armonicista italiano (Cesena, n. 1964 - † 2008)

## Arrampicatori(2)
- Alberto Ginés López, arrampicatore spagnolo (Cáceres, n. 2002)
- Alberto Gnerro, arrampicatore italiano (Cossato, n. 1969)

## Artisti(3)
- Alberto Burri, artista e pittore italiano (Città di Castello, n. 1915 - Nizza, † 1995)
- Alberto Garutti, artista italiano (Galbiate, n. 1948 - † 2023)
- Alberto Longoni, artista italiano (Milano, n. 1921 - Miazzina, † 1991)

## Attivisti(3)
- Alberto Fontana, attivista italiano (Milano, n. 1971)
- Alberto Perino, attivista italiano (Bussoleno, n. 1946 - Condove, † 2024)
- Alberto Peruffo, attivista, alpinista e scrittore italiano (Montecchio Maggiore, n. 1967)

## Attori(36)
- Alberto Ammann, attore argentino (Córdoba, n. 1978)
- Alberto Anchart, attore argentino (Buenos Aires, n. 1931 - Buenos Aires, † 2011)
- Alberto Bognanni, attore e doppiatore italiano (Roma, n. 1963)
- Alberto Bona, attore e regista italiano (Milano, n. 1978)
- Alberto Bonucci, attore e cabarettista italiano (Campobasso, n. 1918 - Roma, † 1969)
- Alberto Caiazza, attore e imitatore italiano (Firenze, n. 1966)
- Alberto Canetta, attore e regista svizzero (Milano, n. 1924 - Lugano, † 1987)
- Alberto Capozzi, attore italiano (Sestri Ponente, n. 1886 - Roma, † 1945)
- Alberto Carloni, attore italiano
- Alberto Cevenini, attore italiano (Roma, n. 1941 - Roma, † 1975)
- Alberto Collo, attore italiano (Piobesi Torinese, n. 1883 - Torino, † 1955)
- Alberto Cracco, attore italiano (Sirmione, n. 1952)
- Alberto Dell'Acqua, attore, stuntman e circense italiano (Campobasso, n. 1944)
- Alberto Di Stasio, attore e regista teatrale italiano (Napoli, n. 1950)
- Alberto Ercolani, attore italiano (Roma, n. 1949)
- Alberto Farnese, attore italiano (Palombara Sabina, n. 1926 - Roma, † 1994)
- Alberto Frezza, attore e regista italiano (Milano, n. 1989)
- Alberto Gimignani, attore e attivista italiano (Chiusi, n. 1961)
- Alberto Giovannini, attore italiano (Firenze, n. 1878 - Milano, † 1915)
- Alberto Lionello, attore, doppiatore e conduttore televisivo italiano (Milano, n. 1930 - Fregene, † 1994)
- Alberto Lupo, attore e conduttore televisivo italiano (Genova, n. 1924 - San Felice Circeo, † 1984)
- Alberto de Mendoza, attore argentino (Buenos Aires, n. 1923 - Madrid, † 2011)
- Alberto Molinari, attore e regista italiano (Roma, n. 1965)
- Alberto Molonia, attore italiano (Messina, n. 1965)
- Alberto Nepoti, attore e regista italiano (Torino, n. 1876 - Torino, † 1937)
- Alberto Paradossi, attore italiano (Lucca, n. 1989)
- Alberto Plebani, attore italiano (Ascoli Piceno, n. 1926)
- Alberto Rosende, attore statunitense (South Florida, n. 1993)
- Alberto Rossi, attore italiano (Livorno, n. 1966)
- Alberto San Juan, attore e drammaturgo spagnolo (Madrid, n. 1968)
- Alberto Sordi, attore e regista italiano (Roma, n. 1920 - Roma, † 2003)
- Alberto Sorrentino, attore italiano (La Spezia, n. 1916 - Roma, † 1994)
- Bebo Storti, attore, comico e politico italiano (Milano, n. 1956)
- Alberto Talegalli, attore, sceneggiatore e conduttore radiofonico italiano (Spoleto, n. 1913 - Gualdo Tadino, † 1961)
- Alberto Terrani, attore italiano (Pontelongo, n. 1935 - Padova, † 2021)
- Alberto Testone, attore italiano (Roma, n. 1963)

## Attori teatrali(3)
- Alberto Destrieri, attore teatrale italiano (Legnano, n. 1946 - † 2019)
- Alberto Naselli, attore teatrale e commediografo italiano (Ferrara, n. 1540 - † 1584)
- Alberto Pasquali, attore teatrale e attore italiano (Torino, n. 1882 - Milano, † 1929)

## Aviatori(4)
- Alberto Canaveri, aviatore italiano (Piamonte, n. 1909 - Italia)
- Alberto Ferrario, aviatore e militare italiano (Genova, n. 1904 - Cameri, † 1943)
- Alberto Frigo, aviatore e ex bobbista italiano (Roana)
- Alberto Nassetti, aviatore italiano (Bologna, n. 1966 - Tolosa, † 1994)

## Avvocati(3)
- Alberto Caramella, avvocato, poeta e scrittore italiano (Firenze, n. 1928 - Firenze, † 2007)
- Alberto Ferioli, avvocato e politico italiano (Reggio Emilia, n. 1914 - Roma, † 1981)
- Carlos Zannini, avvocato e politico argentino (Villa Nueva, n. 1954)

## Banchieri(1)
- Alberto Nagel, banchiere e manager italiano (Milano, n. 1965)

## Baritoni(2)
- Alberto Gazale, baritono italiano (Sassari, n. 1966)
- Alberto Mastromarino, baritono italiano (Castelnuovo della Misericordia, n. 1964 - Cecina, † 2025)

## Bassisti(1)
- Björn Hodestål, bassista italiano (Dolo, n. 1981)

## Batteristi(2)
- Alberto D'Anna, batterista italiano (Marcianise, n. 1962 - Caserta, † 2015)
- Flegias, batterista e cantautore italiano (Vercelli, n. 1969)

## Bibliografi(1)
- Alberto Bacchi della Lega, bibliografo e scrittore italiano (Faenza, n. 1848 - Bologna, † 1924)

## Bibliotecari(1)
- Alberto Petrucciani, bibliotecario italiano (Roma, n. 1956 - Roma, † 2023)

## Biologi(1)
- Alberto Granado, biologo e scrittore argentino (Córdoba, n. 1922 - L'Avana, † 2011)

## Bobbisti(3)
- Alberto Della Beffa, bobbista italiano (n. 1914 - Canton Uri, † 1969)
- Alberto Righini, ex bobbista italiano
- Alberto Visconti, bobbista italiano (n. 1901)

## Botanici(3)
- Alberto Castellanos, botanico e esploratore argentino (Córdoba, n. 1896 - Rio de Janeiro, † 1968)
- Alberto Chiarugi, botanico italiano (Firenze, n. 1901 - Firenze, † 1960)
- Alberto Parolini, botanico italiano (Bassano del Grappa, n. 1788 - Bassano del Grappa, † 1867)

## Canoisti(1)
- Alberto Ricchetti, canoista italiano (Omegna, n. 1985)

## Canottieri(4)
- Alberto Bozzato, canottiere italiano (Jesolo, n. 1930 - Roma, † 2022)
- Alberto Demiddi, canottiere argentino (Buenos Aires, n. 1944 - San Fernando, † 2000)
- Alberto Radi, canottiere italiano (Trieste, n. 1919 - † 1989)
- Alberto Winkler, canottiere italiano (Castelbello-Ciardes, n. 1932 - Mandello del Lario, † 1981)

## Cantanti(10)
- Alberto Amato, cantante e attore italiano (Napoli, n. 1912 - Napoli, † 2006)
- Alberto Anelli, cantante e compositore italiano (Rutigliano, n. 1944)
- Alberto Berri, cantante italiano (Napoli, n. 1923 - Napoli, † 1998)
- Alberto Bravin, cantante e polistrumentista italiano (Trieste, n. 1983)
- Alberto Feri, cantante italiano (n. 1953)
- Leo Marini, cantante e attore argentino (Mendoza, n. 1920 - Mendoza, † 2000)
- Albert One, cantante italiano (Pavia, n. 1956 - Pavia, † 2020)
- Alberto Rabagliati, cantante, attore e conduttore radiofonico italiano (Milano, n. 1906 - Roma, † 1974)
- Franco D'Ambra, cantante italiano (Marcianise, n. 1943)
- Alberto Solfrini, cantante italiano (Forlì, n. 1947 - † 2007)

## Cantautori(13)
- Juan Gabriel, cantautore messicano (Parácuaro, n. 1950 - Santa Monica, † 2016)
- Bianco, cantautore e produttore discografico italiano (Torino, n. 1984)
- Alberto Camerini, cantautore e chitarrista italiano (San Paolo, n. 1951)
- Alberto Cheli, cantautore italiano (Firenze, n. 1951)
- Tananai, cantautore e produttore discografico italiano (Milano, n. 1995)
- Alberto D'Amico, cantautore italiano (Venezia, n. 1943 - Santiago di Cuba, † 2020)
- Alborosie, cantautore e beatmaker italiano (Marsala, n. 1977)
- Alberto Fortis, cantautore, scrittore e poeta italiano (Domodossola, n. 1955)
- Paulo Gonzo, cantautore portoghese (Lisbona, n. 1956)
- Samuel Katarro, cantautore e chitarrista italiano (Pistoia, n. 1985)
- Alberto Nelli, cantautore italiano (Pisa, n. 1979)
- Simon Luca, cantautore e compositore italiano (Piacenza, n. 1947)
- Alberto Urso, cantautore, tenore e polistrumentista italiano (Messina, n. 1997)

## Cardinali(7)
- Alberto Alberti, cardinale e vescovo cattolico italiano (Firenze, n. 1386 - Firenze, † 1445)
- Alberto d'Austria, cardinale e arcivescovo cattolico austriaco (Wiener Neustadt, n. 1559 - Bruxelles, † 1621)
- Alberto Bolognetti, cardinale e vescovo cattolico italiano (Bologna, n. 1538 - Villaco, † 1585)
- Alberto Bovone, cardinale e arcivescovo cattolico italiano (Frugarolo, n. 1922 - Roma, † 1998)
- Alberto di Hohenzollern, cardinale e nobile tedesco (Cölln, n. 1490 - Aschaffenburg, † 1545)
- Alberto Suárez Inda, cardinale e arcivescovo cattolico messicano (Celaya, n. 1939)
- Alberto di Jorio, cardinale e arcivescovo cattolico italiano (Roma, n. 1884 - Roma, † 1979)

## Cavalieri(2)
- Alberto Lombardi, cavaliere italiano (Dronero, n. 1893 - Roma, † 1975)
- Alberto Zorzi, cavaliere italiano (Padova, n. 1989)

## Cestisti(43)
- Alberto Abalde, cestista spagnolo (La Coruña, n. 1995)
- Alberto Marson, cestista brasiliano (San Paolo, n. 1925 - São José dos Campos, † 2018)
- Alberto Almanza, cestista messicano (Chihuahua, n. 1940 - Austin, † 2023)
- Alberto Andrizzi, cestista e allenatore di pallacanestro argentino (Rosario, n. 1924 - Córdoba, † 2009)
- Alberto Angiolini, cestista italiano (Como, n. 1973)
- Alberto Ardessi, ex cestista italiano (Monfalcone, n. 1951)
- Alberto Barbieri, ex cestista italiano (Bentivoglio, n. 1976)
- Alberto Bienvenú, cestista messicano (Città del Messico, n. 1916 - Álvaro Obregón, † 2004)
- Alberto Brembilla, ex cestista italiano (Carate Brianza, n. 1973)
- Alberto Cabrera, cestista argentino (Bahía Blanca, n. 1945 - † 2000)
- Alberto Cacace, cestista italiano (Loano, n. 1996)
- Alberto Causin, ex cestista italiano (Mirano, n. 1976)
- Alberto Ceccherini, cestista e allenatore di pallacanestro italiano (Asciano, n. 1954 - Siena, † 2002)
- Alberto Chiumenti, cestista italiano (Schio, n. 1987)
- Alberto Corbacho, cestista spagnolo (Palma di Maiorca, n. 1984)
- Alberto De Simone, cestista argentino (Buenos Aires, n. 1938 - † 2024)
- Alberto Díaz, cestista spagnolo (Malaga, n. 1994)
- Alberto Di Mauro, ex cestista italiano (Catania, n. 1974)
- Alberto Escoto, cestista cubano (L'Avana, n. 1925)
- Alberto Fernández Calderón, cestista peruviano (n. 1926)
- Alberto Gatti, ex cestista italiano (Busto Garolfo, n. 1965)
- Alberto Guidaben, cestista filippino (Mambajao, n. 1952)
- Alberto Herreros, ex cestista spagnolo (Madrid, n. 1969)
- Alberto López, cestista e allenatore di pallacanestro argentino (n. 1926 - † 2003)
- Alberto Margheritini, cestista italiano (Roma, n. 1928 - Roma, † 2006)
- Alberto Marietta, ex cestista italiano (Torino, n. 1955)
- Alberto Martí, cestista uruguaiano (Montevideo, n. 1914)
- Alberto Martín Marín, cestista spagnolo (Madrid, n. 1995)
- Alberto Martínez, ex cestista messicano (n. 1966)
- Alberto Merlati, cestista e imprenditore italiano (Cuneo, n. 1943 - Milano, † 2024)
- Alberto Miguel, ex cestista spagnolo (Laredo, n. 1977)
- Alberto Mottini, cestista italiano (Pavia, n. 1958 - Malnate, † 2018)
- Alberto Pietrini, ex cestista italiano (Stia, n. 1966)
- Alberto Prina, ex cestista italiano (Varese, n. 1964)
- Alberto Reynoso, cestista filippino (Pasig, n. 1940 - Sacramento, † 2011)
- Alberto Rossini, ex cestista, allenatore di pallacanestro e dirigente sportivo italiano (Treviglio, n. 1969)
- Alberto Tonut, ex cestista italiano (Trieste, n. 1962)
- Alberto Tonzig, ex cestista italiano
- Alberto Trama, cestista e allenatore di pallacanestro argentino (n. 1925 - † 2005)
- Alberto Valera, cestista italiano (Milano, n. 1901 - Viggiù, † 1991)
- Alberto Vettorelli, ex cestista italiano (Venezia, n. 1970)
- Alberto Vianini, ex cestista italiano (Venezia, n. 1968)
- Alberto Zamot, ex cestista portoricano (Utuado, n. 1942)

## Chimici(3)
- Alberto De Dominicis, chimico italiano (Teramo, n. 1879 - Francavilla a mare, † 1952)
- Alberto Girelli, chimico e dirigente d'azienda italiano (Milano, n. 1922 - Milano, † 2016)
- Alberto Peratoner, chimico italiano (Catania, n. 1862 - Catania, † 1925)

## Chitarristi(5)
- Alberto Ferrarini, chitarrista e polistrumentista italiano (Mantova, n. 1955)
- Alberto Mesirca, chitarrista italiano (Galliera Veneta, n. 1984)
- Alberto Pérez, chitarrista, cantante e compositore spagnolo (Sigüenza, n. 1950)
- Alberto Radius, chitarrista, cantante e produttore discografico italiano (Roma, n. 1942 - San Colombano al Lambro, † 2023)
- Alberto Simonini, chitarrista e compositore italiano (Bologna, n. 1961)

## Ciclisti su strada(19)
- Alberto Assirelli, ciclista su strada italiano (San Varano, n. 1936 - Forlì, † 2017)
- Alberto Bettiol, ciclista su strada italiano (Poggibonsi, n. 1993)
- Alberto Bruttomesso, ciclista su strada italiano (Valdagno, n. 2003)
- Alberto Contador, ex ciclista su strada spagnolo (Madrid, n. 1982)
- Alberto Dainese, ciclista su strada italiano (Abano Terme, n. 1998)
- Alberto Della Torre, ex ciclista su strada e pistard italiano (Busto Arsizio, n. 1945)
- Alberto Emiliozzi, ciclista su strada italiano (n. 1930 - Tarquinia, † 2006)
- Alberto Fernández Blanco, ciclista su strada spagnolo (Cuena, n. 1955 - Aranda de Duero, † 1984)
- Alberto Fernández de la Puebla, ex ciclista su strada spagnolo (Madrid, n. 1984)
- Alberto Ghirardi, ciclista su strada italiano (Alessandria, n. 1921 - Grondona, † 1987)
- Alberto Leanizbarrutia, ex ciclista su strada e dirigente sportivo spagnolo (Elorrio, n. 1963)
- Alberto Loddo, ex ciclista su strada italiano (Cagliari, n. 1979)
- Alberto López de Munain, ex ciclista su strada spagnolo (Vitoria, n. 1972)
- Alberto Losada, ex ciclista su strada spagnolo (Barcellona, n. 1982)
- Alberto Marzaioli, ciclista su strada italiano (Maddaloni, n. 1938 - Caserta, † 2014)
- Alberto Minetti, ex ciclista su strada italiano (Ceva, n. 1957)
- Alberto Ongarato, ex ciclista su strada italiano (Padova, n. 1975)
- Alberto Temponi, ciclista su strada italiano
- Alberto Vinale, ex ciclista su strada e ciclocrossista italiano (San Donà di Piave, n. 1978)

## Comici(1)
- Alberto Patrucco, comico, cabarettista e umorista italiano (Carate Brianza, n. 1957)

## Compositori(16)
- Alberto Barberis, compositore italiano (Roma, n. 1920 - Città del Messico, † 1957)
- Alberto Bimboni, compositore e direttore d'orchestra italiano (Firenze, n. 1888 - New York, † 1960)
- Alberto Colla, compositore, teorico della musica e saggista italiano (Alessandria, n. 1968 - Alessandria, † 2025)
- Alberto Domínguez, compositore messicano (San Cristóbal de Las Casas, n. 1906 - Città del Messico, † 1975)
- Alberto Franchetti, compositore italiano (Torino, n. 1860 - Viareggio, † 1942)
- Alberto Fratini, compositore, musicista e cantante italiano (Genova, n. 1953 - Imperia, † 2019)
- Alberto Ginastera, compositore argentino (Buenos Aires, n. 1916 - Ginevra, † 1983)
- Alberto Giovannini, compositore italiano (Capodistria, n. 1842 - Milano, † 1903)
- Alberto Grollo, compositore e chitarrista italiano (Conegliano, n. 1956)
- Alberto Iglesias, compositore spagnolo (San Sebastián, n. 1955)
- Alberto Laurenti, compositore e musicista italiano (Roma, n. 1964)
- Alberto Mazzucato, compositore e critico musicale italiano (Udine, n. 1813 - Milano, † 1877)
- Alberto Nepomuceno, compositore e direttore d'orchestra brasiliano (Fortaleza, n. 1864 - Rio de Janeiro, † 1920)
- Alberto Pestalozza, compositore italiano (Torino, n. 1851 - Torino, † 1934)
- Alberto Soresina, compositore e musicologo italiano (Milano, n. 1911 - Arese, † 2007)
- Alberto Staiffi, compositore e cantautore algerino

## Compositori di scacchi(2)
- Alberto Armeni, compositore di scacchi italiano (Parma, n. 1944)
- Alberto Mari, compositore di scacchi italiano (Ferrara, n. 1882 - Ferrara, † 1953)

## Condottieri(4)
- Alberto I della Scala, condottiero italiano (Verona, † 1301)
- Alberto II della Scala, condottiero italiano (Verona, n. 1306 - Verona, † 1352)
- Alberto Sterz, condottiero tedesco (Colonia - Perugia, † 1366)
- Alberto Visconti d'Aragona, condottiero italiano (Milano, † 1493)

## Conduttori radiofonici(1)
- Alberto Davoli, conduttore radiofonico italiano (Gavirate, n. 1965)

## Conduttori televisivi(1)
- Alvin, conduttore televisivo, conduttore radiofonico e artista italiano (Rho, n. 1977)

## Costumisti(2)
- Alberto Spiazzi, costumista italiano (Verona, n. 1958)
- Alberto Verso, costumista italiano (Messina, n. 1941 - Isernia, † 2007)

## Critici cinematografici(4)
- Alberto Barbera, critico cinematografico italiano (Biella, n. 1950)
- Alberto Farassino, critico cinematografico e saggista italiano (Caluso, n. 1944 - Milano, † 2003)
- Alberto Pezzotta, critico cinematografico e traduttore italiano (Milano, n. 1965)
- Alberto Ravaglioli, critico cinematografico e direttore artistico italiano (Roma, n. 1947 - Portoferraio, † 2023)

## Critici d'arte(3)
- Alberto Agazzani, critico d'arte e critico musicale italiano (Reggio Emilia, n. 1967 - Reggio Emilia, † 2015)
- Alberto Boatto, critico d'arte italiano (Firenze, n. 1929 - Roma, † 2017)
- Alberto Moioli, critico d'arte, saggista e scrittore italiano (Monza, n. 1968)

## Critici letterari(5)
- Alberto Asor Rosa, critico letterario, storico della letteratura e saggista italiano (Roma, n. 1933 - Roma, † 2022)
- Alberto Beretta Anguissola, critico letterario e giornalista italiano (Firenze, n. 1947)
- Alberto Casadei, critico letterario italiano (Forlì, n. 1963)
- Alberto Frattini, critico letterario, poeta e saggista italiano (Firenze, n. 1922 - Roma, † 2007)
- Alberto Granese, critico letterario, filologo e italianista italiano (Montecorvino Rovella)

## Critici musicali(1)
- Alberto Gasco, critico musicale, compositore e scrittore italiano (Napoli, n. 1879 - Roma, † 1938)

## Danzatori(2)
- Alberto Spadolini, danzatore, attore e pittore italiano (Ancona, n. 1907 - Parigi, † 1972)
- Alberto Testa, danzatore e coreografo italiano (Torino, n. 1922 - Torino, † 2019)

## Designer(2)
- Alberto Dilillo, designer italiano
- Alberto Meda, designer italiano (Tremezzina, n. 1945)

## Diplomatici(7)
- Alberto Blanc, diplomatico e politico italiano (Chambéry, n. 1835 - Torino, † 1904)
- Alberto Crivelli, diplomatico e nobile italiano (Milano, n. 1816 - Roma, † 1868)
- Alberto Martin-Franklin, diplomatico e politico italiano (Napoli, n. 1876 - Roma, † 1943)
- Alberto Pansa, diplomatico e politico italiano (Torino, n. 1844 - Roma, † 1928)
- Alberto Ricci, diplomatico e politico italiano (Genova, n. 1808 - Nizza, † 1876)
- Alberto Rossi Longhi, diplomatico italiano (Ravenna, n. 1895 - Arcinazzo Romano, † 1979)
- Alberto da Costa e Silva, diplomatico, scrittore e politico brasiliano (San Paolo, n. 1931 - Rio de Janeiro, † 2023)

## Direttori d'orchestra(3)
- Alberto Erede, direttore d'orchestra italiano (Genova, n. 1908 - Monte Carlo, † 2001)
- Alberto Martelli, direttore d'orchestra e compositore italiano (Bologna, n. 1955)
- Alberto Veronesi, direttore d'orchestra italiano (Milano, n. 1965)

## Dirigenti d'azienda(3)
- Alberto Meomartini, dirigente d'azienda italiano (Milano, n. 1947)
- Alberto Pirelli, dirigente d'azienda e imprenditore italiano (Milano, n. 1882 - Casciago, † 1971)
- Alberto di Luca, dirigente d'azienda, politico e diplomatico italiano (Milano, n. 1952)

## Dirigenti pubblici(1)
- Alberto Beneduce, dirigente pubblico, economista e politico italiano (Caserta, n. 1877 - Roma, † 1944)

## Dirigenti sportivi(6)
- Alberto Briaschi, dirigente sportivo e ex calciatore italiano (Thiene, n. 1964)
- Alberto Cianchi, dirigente sportivo e politico italiano (Firenze, n. 1927 - Bagno a Ripoli, † 2009)
- Alberto Elli, dirigente sportivo e ex ciclista su strada italiano (Giussano, n. 1964)
- Alberto Urban, dirigente sportivo, allenatore di calcio e ex calciatore italiano (Saint-Avold, n. 1961)
- Alberto Valentini, dirigente sportivo italiano (Roma, n. 1903)
- Alberto Volpi, dirigente sportivo e ex ciclista su strada italiano (Saronno, n. 1962)

## Disc jockey(1)
- Alberto Carrara, disc-jockey, cantante e arrangiatore italiano (Bergamo, n. 1958)

## Disegnatori(4)
- Alberto della Valle, disegnatore, illustratore e fotografo italiano (Napoli, n. 1851 - Napoli, † 1928)
- Alberto Lattuada, disegnatore italiano (Caronno Pertusella, n. 1926 - Caronno Pertusella, † 2014)
- Alberto Martini, disegnatore, pittore e incisore italiano (Oderzo, n. 1876 - Milano, † 1954)
- Alberto Pagliaro, disegnatore e illustratore italiano (Firenze, n. 1972)

## Doppiatori(5)
- Alberto Angrisano, doppiatore italiano (Napoli, n. 1963)
- Alberto Caneva, doppiatore e direttore del doppiaggio italiano (Milano, n. 1957)
- Alberto Franco, doppiatore italiano (Roma, n. 1991)
- Alberto Olivero, doppiatore e attore teatrale italiano (Torino, n. 1959)
- Alberto Sette, doppiatore e attore italiano (Milano, n. 1960)

## Drammaturghi(6)
- Alberto Bassetti, drammaturgo e regista italiano (Roma, n. 1955)
- Alberto Bertolini, commediografo, giornalista e scrittore italiano (Padova, n. 1901 - Venezia, † 1963)
- Alberto Casella, commediografo, sceneggiatore e regista italiano (Prato, n. 1891 - Castel Fusano, † 1957)
- Alberto Gozzi, drammaturgo e scrittore italiano (Bologna, n. 1943)
- Alberto Nota, commediografo, bibliotecario e magistrato italiano (Torino, n. 1775 - Torino, † 1847)
- Alberto Perrini, drammaturgo e critico teatrale italiano (Roma, n. 1919 - Roma, † 2007)

## Economisti(8)
- Alberto Alesina, economista italiano (Broni, n. 1957 - Boston, † 2020)
- Alberto Bagnai, economista e politico italiano (Firenze, n. 1962)
- Alberto Bisin, economista italiano (Milano, n. 1962)
- Alberto Breglia, economista italiano (Napoli, n. 1900 - Roma, † 1955)
- Alberto Ceccherelli, economista italiano (Firenze, n. 1885 - † 1958)
- Alberto Clò, economista italiano (Bologna, n. 1947)
- Alberto Quadrio Curzio, economista e ex sciatore alpino italiano (Tirano, n. 1937)
- Alberto de' Stefani, economista e politico italiano (Verona, n. 1879 - Roma, † 1969)

## Editori(4)
- Alberto Casiraghi, editore, aforista e illustratore italiano (Osnago, n. 1952)
- Alberto Mondadori, editore, giornalista e scrittore italiano (Ostiglia, n. 1914 - Venezia, † 1976)
- Alberto Rizzotti, editore, agronomo e giornalista italiano (San Pietro in Cariano, n. 1912 - Verona, † 2014)
- Alberto Tallone, editore e tipografo italiano (Bergamo, n. 1898 - Alpignano, † 1968)

## Ematologi(1)
- Alberto Marmont, ematologo italiano (Catania, n. 1918 - Genova, † 2014)

## Esploratori(1)
- Alberto Luca Recchi, esploratore, scrittore e fotografo italiano (Roma, n. 1955)

## Etnomusicologi(1)
- Alberto Favara, etnomusicologo e compositore italiano (Salemi, n. 1863 - Palermo, † 1923)

## Fantini(1)
- Alberto Ricceri, fantino italiano (Siena, n. 1975)

## Filatelisti(1)
- Alberto Bolaffi, filatelista italiano (Livorno, n. 1874 - Torino, † 1944)

## Filologi(6)
- Alberto Accarisio, filologo italiano (Cento, n. 1497 - † 1544)
- Alberto Bernabé, filologo e storico della filosofia spagnolo (Huelva, n. 1946)
- Alberto Borghini, filologo classico, semiologo e antropologo italiano (Massa, n. 1950)
- Alberto Chiari, filologo, critico letterario e italianista italiano (Firenze, n. 1900 - Firenze, † 1998)
- Alberto Varvaro, filologo italiano (Palermo, n. 1934 - Napoli, † 2014)
- Alberto Del Monte, filologo e ispanista italiano (Napoli, n. 1924 - Milano, † 1975)

## Filosofi(9)
- Alberto Barberis, filosofo e religioso italiano (Casale Monferrato, n. 1847 - Piacenza, † 1896)
- Alberto Giovanni Biuso, filosofo italiano (Bronte, n. 1960)
- Alberto Boccanegra, filosofo e teologo italiano (Venezia, n. 1920 - San Domenico di Fiesole, † 2010)
- Alberto Burgio, filosofo e politico italiano (Palermo, n. 1955)
- Alberto Caracciolo, filosofo e traduttore italiano (San Pietro di Morubio, n. 1918 - Genova, † 1990)
- Alberto Jori, filosofo italiano (Mantova, n. 1958)
- Alberto Methol Ferré, filosofo e teologo uruguaiano (Montevideo, n. 1929 - † 2009)
- Alberto Radicati di Passerano, filosofo italiano (Torino, n. 1698 - L'Aia, † 1737)
- Alberto di Sassonia, filosofo e vescovo cattolico tedesco (Rickmersdorf, n. 1316 - Halberstadt, † 1390)

## Fisarmonicisti(1)
- Alberto Cottica, fisarmonicista italiano (Bologna, n. 1966)

## Fisiologi(2)
- Alberto Aggazzotti, fisiologo italiano (Colombaro di Formigine, n. 1877 - Modena, † 1963)
- Alberto Pepere, fisiologo, patologo e oncologo italiano (Napoli, n. 1873 - Genova, † 1940)

## Fisioterapisti(1)
- Alberto Cairo, fisioterapista e scrittore italiano (Ceva, n. 1952)

## Fondisti(2)
- Alberto Jammaron, fondista italiano (Pré-Saint-Didier, n. 1915 - Pré-Saint-Didier, † 2016)
- Alberto Tassotti, fondista e combinatista nordico italiano (Paluzza, n. 1918 - Gemona del Friuli, † 2008)

## Fotografi(6)
- Alberto Giuliani, fotografo e giornalista italiano (Pesaro, n. 1975)
- Alberto Korda, fotografo cubano (L'Avana, n. 1928 - Parigi, † 2001)
- Alberto Magliozzi, fotografo italiano (Nettuno, n. 1949)
- Alberto Montacchini, fotografo e attore teatrale italiano (Parma, n. 1894 - Parma, † 1956)
- Alberto Nodolini, fotografo e scenografo italiano (Luzzara, n. 1943)
- Alberto Terrile, fotografo italiano (Genova, n. 1961)

## Francescani(2)
- Alberto da Pisa, francescano italiano (Pisa - Pisa, † 1240)
- Alberto da Sarteano, francescano italiano (Sarteano, n. 1385 - Milano, † 1450)

## Francesisti(1)
- Alberto Cento, francesista italiano (Pollenza, n. 1920 - Napoli, † 1968)

## Fumettisti(9)
- Alberto Breccia, fumettista uruguaiano (Montevideo, n. 1919 - Buenos Aires, † 1993)
- Alberto Corradi, fumettista, scrittore e saggista italiano (Verona, n. 1971)
- Alberto Giolitti, fumettista italiano (Roma, n. 1923 - Roma, † 1993)
- Alberto Lavoradori, fumettista italiano (Venezia, n. 1965)
- Alberto Ostini, fumettista e sceneggiatore italiano (Cantù, n. 1968)
- Alberto Ponticelli, fumettista italiano (Milano, n. 1969)
- Alberto Rapisarda, fumettista italiano (Conegliano, n. 1964)
- Alberto Salinas, fumettista argentino (Buenos Aires, n. 1932 - Buenos Aires, † 2004)
- Alberto Simioni, fumettista italiano (Bassano del Grappa, n. 1951 - Breganze, † 1990)

## Generali(32)
- Alberto d'Asburgo-Teschen, generale austriaco (Vienna, n. 1817 - Arco, † 1895)
- Alberto Bachelet, generale e politico cileno (Santiago del Cile, n. 1923 - Santiago del Cile, † 1974)
- Alberto Barbieri, generale italiano (Modena, n. 1882)
- Alberto Bayo, generale, scrittore e poeta cubano (Camagüey, n. 1892 - L'Avana, † 1967)
- Alberto Briganti, generale e aviatore italiano (Umbertide, n. 1896 - Roma, † 1997)
- Alberto Cavaciocchi, generale italiano (Torino, n. 1862 - Torino, † 1925)
- Alberto Cerruti, generale e politico italiano (Alessandria d'Egitto, n. 1840 - Genova, † 1912)
- Alberto Crispo Cappai, generale italiano (Sassari, n. 1851 - Modugno, † 1940)
- Alberto De Marinis Stendardo di Ricigliano, generale e politico italiano (Cava de' Tirreni, n. 1868 - Cava dei Tirreni, † 1940)
- Alberto Ferrero, generale italiano (Bricherasio, n. 1885 - Torino, † 1969)
- Alberto Ficuciello, generale italiano (Crenovizza, n. 1940 - Udine, † 2016)
- Alberto La Marmora, generale, naturalista e cartografo italiano (Torino, n. 1789 - Torino, † 1863)
- Alberto Leotardi, generale italiano (n. 1806 - † 1888)
- Alberto Li Gobbi, generale italiano (Bologna, n. 1914 - Milano, † 2011)
- Alberto Liuzzi, generale e calciatore italiano (Arta Terme, n. 1898 - Trijueque, † 1937)
- Alberto Malaspina, generale italiano († 1140)
- Alberto Mannerini, generale italiano (Napoli, n. 1891 - Roma, † 1962)
- Alberto Felice Marenghi-Marenco, generale, aviatore e militare italiano (Tortona, n. 1873 - Torino, † 1940)
- Alberto Massa Gallucci, generale italiano (Napoli, n. 1905 - Napoli, † 1970)
- Alberto Monroy, generale e politico italiano (Palermo, n. 1883 - Palermo, † 1959)
- Alberto Murer, generale e partigiano italiano (La Spezia, n. 1889 - Flossenbürg, † 1944)
- Alberto Novellis di Coarazze, generale e aviatore italiano (Bard, n. 1877 - Vernante, † 1956)
- Alberto Pariani, generale e politico italiano (Milano, n. 1876 - Malcesine, † 1955)
- Alberto Peano, generale italiano (Torino, n. 1859 - Genova, † 1930)
- Alberto Pollio, generale italiano (Caserta, n. 1852 - Torino, † 1914)
- Alberto del Río Chaviano, generale cubano (San Antonio de las Vueltas, n. 1915 - Miami, † 1978)
- Alberto Roda, generale italiano (Torino, n. 1894 - † 1980)
- Alberto Rosso, generale italiano (Genova, n. 1959)
- Alberto Trionfi, generale italiano (Jesi, n. 1892 - Kuźnica Żelichowska, † 1945)
- Alberto Zignani, generale italiano (Roma, n. 1938 - Roma, † 2021)
- Alberto de Agazio, generale italiano (Messina, n. 1888 - Schokken, † 1943)
- Alberto di Württemberg, generale tedesco (Vienna, n. 1865 - Altshausen, † 1939)

## Genetisti(1)
- Alberto Pirovano, genetista e agronomo italiano (Vaprio d'Adda, n. 1884 - Roma, † 1973)

## Geografi(2)
- Alberto Magnaghi, geografo italiano (Casale Monferrato, n. 1874 - Torino, † 1945)
- Alberto Mori, geografo italiano (Como, n. 1909 - Pisa, † 1993)

## Gesuiti(1)
- Alberto Hurtado, gesuita cileno (Viña del Mar, n. 1901 - Santiago del Cile, † 1952)

## Giavellottisti(2)
- Alberto Desiderio, ex giavellottista italiano (Catania, n. 1973)
- Alberto Dominutti, giavellottista e discobolo italiano (Ipplis, n. 1904)

## Ginnasti(3)
- Alberto Braglia, ginnasta italiano (Modena, n. 1883 - Modena, † 1954)
- Alberto Busnari, ex ginnasta e militare italiano (Melzo, n. 1978)
- Alberto Tallón, ginnasta spagnolo (Madrid, n. 1993)

## Giocatori di baseball(2)
- Alberto Hernández, ex giocatore di baseball cubano (Holguín, n. 1969)
- Alberto Rinaldi, ex giocatore di baseball e allenatore di baseball italiano (Bologna, n. 1946)

## Giocatori di calcio a 5(2)
- Alberto Cogorro, ex giocatore di calcio a 5 spagnolo (Madrid, n. 1977)
- Alberto De la Torre, ex giocatore di calcio a 5 spagnolo (n. 1965)

## Giocatori di curling(2)
- Alberto Alverà, giocatore di curling italiano (Pieve di Cadore, n. 1992)
- Alberto Menardi, giocatore di curling italiano (Cortina d'Ampezzo)

## Giornalisti(46)
- Alberto Albertini, giornalista e scrittore italiano (Ancona, n. 1879 - Napoli, † 1954)
- Alberto Anile, giornalista, critico cinematografico e saggista italiano (Catania, n. 1967)
- Alberto Barachini, giornalista e politico italiano (Pisa, n. 1972)
- Alberto Baumann, giornalista, scrittore e pittore italiano (Milano, n. 1933 - Roma, † 2014)
- Alberto Benzoni, giornalista, storico e politico italiano (Bad Bentheim, n. 1935)
- Alberto Bergamini, giornalista e politico italiano (San Giovanni in Persiceto, n. 1871 - Roma, † 1962)
- Alberto Bertuzzi, giornalista italiano (Venezia, n. 1913 - Milano, † 1988)
- Alberto Bilà, giornalista e conduttore televisivo italiano (Roma, n. 1964)
- Alberto Brandi, giornalista e conduttore televisivo italiano (Milano, n. 1963)
- Alberto Caroncini, giornalista e economista italiano (Roma, n. 1883 - Monte Calvario, † 1915)
- Alberto Castagna, giornalista, conduttore televisivo e autore televisivo italiano (Castiglion Fiorentino, n. 1945 - Roma, † 2005)
- Alberto Cavallari, giornalista e scrittore italiano (Piacenza, n. 1927 - Levanto, † 1998)
- Alberto Cecchi, giornalista e commediografo italiano (Roma, n. 1895 - Roma, † 1933)
- Alberto Cianca, giornalista e politico italiano (Roma, n. 1884 - Roma, † 1966)
- Alberto Consiglio, giornalista, politico e sceneggiatore italiano (Napoli, n. 1902 - Roma, † 1973)
- Alberto D'Aguanno, giornalista e conduttore televisivo italiano (Roma, n. 1964 - Monza, † 2006)
- Alberto Duval, giornalista e conduttore televisivo italiano (San Giovanni Rotondo, n. 1963)
- Alberto Giannini, giornalista italiano (Napoli, n. 1885 - Roma, † 1952)
- Alberto Giovannini, giornalista e scrittore italiano (Milano, n. 1912 - Roma, † 1984)
- Alberto Giubilo, giornalista e telecronista sportivo italiano (Roma, n. 1917 - Roma, † 1997)
- Alberto Guarnieri, giornalista e scrittore italiano (Parma, n. 1955)
- Alberto Jacometti, giornalista, scrittore e politico italiano (San Pietro Mosezzo, n. 1902 - Novara, † 1985)
- Alberto Jacoviello, giornalista e scrittore italiano (Lavello, n. 1920 - Roma, † 1996)
- Alberto La Volpe, giornalista e politico italiano (Napoli, n. 1933 - Roma, † 2017)
- Alberto Lembo, giornalista e politico italiano (Zevio, n. 1944 - Lonigo, † 2022)
- Alberto Lleras Camargo, giornalista, politico e diplomatico colombiano (Bogotà, n. 1906 - Bogotà, † 1990)
- Alberto Maccari, giornalista italiano (Parrano, n. 1947)
- Alberto Masoero, giornalista, funzionario e conduttore televisivo italiano (Acqui Terme, n. 1942 - Novi Ligure, † 2024)
- Alberto Matano, giornalista, autore televisivo e conduttore televisivo italiano (Catanzaro, n. 1972)
- Alberto Michelini, giornalista e politico italiano (Roma, n. 1941)
- Alberto Minnucci, giornalista italiano (Alatri, n. 1934 - † 1995)
- Alberto Nirenstein, giornalista e scrittore apolide (Baranów, n. 1916 - Fiesole, † 2007)
- Alberto Ongaro, giornalista, scrittore e fumettista italiano (Venezia, n. 1925 - Venezia, † 2018)
- Alberto Papuzzi, giornalista e saggista italiano (Bolzano, n. 1942 - Torino, † 2022)
- Alberto Provantini, giornalista e politico italiano (Terni, n. 1941 - Terni, † 2014)
- Alberto Rimedio, giornalista, telecronista sportivo e conduttore televisivo italiano (Roma, n. 1972)
- Alberto Ronchey, giornalista, saggista e politico italiano (Roma, n. 1926 - Roma, † 2010)
- Alberto Sabbatini, giornalista italiano (Roma, n. 1958)
- Alberto Samonà, giornalista e scrittore italiano (Palermo, n. 1972)
- Alberto Siliotti, giornalista, fotografo e scrittore italiano (Verona, n. 1950)
- Alberto Sinigaglia, giornalista italiano (Venezia, n. 1948)
- Alberto Statera, giornalista e scrittore italiano (Roma, n. 1947 - Roma, † 2016)
- Alberto Tafner, giornalista italiano (Trento, n. 1946)
- Alberto Tedeschi, giornalista, editore e traduttore italiano (Bologna, n. 1908 - Milano, † 1979)
- Alberto Toscano, giornalista, saggista e politologo italiano (Novara, n. 1948)
- Alberto Vecchietti, giornalista, critico cinematografico e sceneggiatore italiano (Roma, n. 1908 - Roma, † 1963)

## Giuristi(13)
- Alberto Longobardista, giurista italiano
- Alberto Alderisio, giurista italiano (Morcone)
- Alberto Asquini, giurista e politico italiano (Tricesimo, n. 1889 - Roma, † 1972)
- Alberto Bruno da Asti, giurista, avvocato e politico italiano (Moirano, n. 1467 - Asti, † 1541)
- Alberto Burdese, giurista italiano (Torino, n. 1927 - Padova, † 2011)
- Alberto Caperna, giurista e magistrato italiano (Veroli, n. 1951 - Roma, † 2012)
- Alberto Galeotti, giurista italiano (Parma - Parma)
- Alberto Maria Gambino, giurista italiano (Roma, n. 1967)
- Alberto Marcheselli, giurista italiano (Genova, n. 1965)
- Alberto Marghieri, giurista e politico italiano (Napoli, n. 1852 - Napoli, † 1937)
- Alberto Predieri, giurista, economista e dirigente d'azienda italiano (Torino, n. 1921 - Courmayeur, † 2001)
- Alberto Trabucchi, giurista italiano (Verona, n. 1907 - Padova, † 1998)
- Alberto Gandino, giurista e giudice italiano (Crema, n. 1250 - Genova, † 1310)

## Hockeisti su ghiaccio(2)
- Alberto Da Rin, ex hockeista su ghiaccio italiano (Cortina d'Ampezzo, n. 1939)
- Alberto Fontanive, ex hockeista su ghiaccio italiano (Alleghe, n. 1985)

## Hockeisti su pista(3)
- Alberto Bacci, ex hockeista su pista italiano (Forte dei Marmi, n. 1972)
- Alberto Greco, hockeista su pista italiano (Valdagno, n. 1998)
- Alberto Michielon, ex hockeista su pista italiano (Bassano del Grappa, n. 1972)

## Illusionisti(1)
- Alberto Sitta, illusionista italiano (Ferrara, n. 1919 - Bologna, † 1989)

## Illustratori(1)
- Alberto Ruggieri, illustratore italiano (Roma, n. 1963)

## Imprenditori(18)
- Alberto Amman, imprenditore e nobile italiano (Monza, n. 1847 - Erba, † 1896)
- Alberto Baban, imprenditore italiano (Venezia, n. 1966)
- Alberto Bombassei, imprenditore, dirigente d'azienda e politico italiano (Vicenza, n. 1940)
- Alberto Bruni Tedeschi, imprenditore e compositore italiano (Moncalieri, n. 1915 - Parigi, † 1996)
- Alberto Cucchi, imprenditore e dirigente sportivo italiano (Trecate, n. 1903 - Brescia, † 1969)
- Alberto Falck, imprenditore italiano (Mandello del Lario, n. 1938 - Milano, † 2003)
- Alberto Fassini, imprenditore, politico e produttore cinematografico italiano (Moncalvo, n. 1875 - Roma, † 1942)
- Alberto Forchielli, imprenditore e opinionista italiano (Bologna, n. 1955)
- Alberto Maria Genovese, imprenditore italiano (Napoli, n. 1977)
- Alberto Hazan, imprenditore italiano (Beirut, n. 1942)
- Alberto Lavazza, imprenditore italiano (Torino, n. 1940)
- Alberto Masotti, imprenditore italiano (Bologna, n. 1936)
- Alberto Mazzocco, imprenditore e dirigente sportivo italiano (Padova, n. 1951)
- Alberto Peruzzo, imprenditore e editore italiano (Milano, n. 1934)
- Alberto Pezzi, imprenditore italiano (Verona, n. 1692 - Venezia, † 1764)
- Alberto Pirelli, imprenditore italiano (Milano, n. 1954)
- Alberto Rizzoli, imprenditore e editore italiano (Como, n. 1945 - Pavia, † 2019)
- Alberto Zevi, imprenditore, editore e traduttore italiano (Verona, n. 1920 - Milano, † 1993)

## Informatici(1)
- Alberto Sangiovanni Vincentelli, informatico e imprenditore italiano (Milano, n. 1947)

## Ingegneri(21)
- Alberto Balloco, ingegnere italiano (n. 1878 - † 1944)
- Alberto Bandini Buti, ingegnere e giornalista italiano (Milano, n. 1927 - Milano, † 1981)
- Alberto Borghetti, ingegnere italiano (Cesena, n. 1967)
- Alberto Capilupi de' Grado, ingegnere e politico italiano (Pomponesco, n. 1848 - Mantova, † 1905)
- Alberto Carpinteri, ingegnere italiano (Bologna, n. 1952)
- Alberto Castoldi, ingegnere e politico italiano (Cagliari, n. 1848 - Roma, † 1922)
- Alberto Cristofori, ingegnere italiano (Mantova, n. 1878 - Milano, † 1966)
- Alberto Felice De Toni, ingegnere e politico italiano (Curtarolo, n. 1955)
- Alberto Elli, ingegnere, orientalista e egittologo italiano (Milano, n. 1952)
- Alberto Faraboschi, ingegnere aeronautico italiano (Reggio Emilia, n. 1907)
- Alberto Fava, ingegnere italiano (Bologna, n. 1877 - Roma, † 1952)
- Alberto Galgano, ingegnere italiano (Firenze, n. 1927 - Milano, † 2017)
- Alberto Isidori, ingegnere italiano (Rapallo, n. 1942)
- Alberto Laviosa, ingegnere e dirigente d'azienda italiano (San Lazzaro Alberoni, n. 1877 - Piacenza, † 1959)
- Alberto Marvelli, ingegnere e politico italiano (Ferrara, n. 1918 - Rimini, † 1946)
- Alberto Massimino, ingegnere italiano (Torino, n. 1895 - Modena, † 1975)
- Alberto Pitentino, ingegnere italiano (Bergamo)
- Alberto Coen Porisini, ingegnere italiano (Torino, n. 1961)
- Alberto Mario Pucci, ingegnere, architetto e urbanista italiano (Modena, n. 1902 - Modena, † 1979)
- Alberto Riva, ingegnere e imprenditore italiano (Casnate con Bernate, n. 1848 - Milano, † 1924)
- Alberto della Ragione, ingegnere, mecenate e collezionista d'arte italiano (Piano di Sorrento, n. 1892 - Santa Margherita Ligure, † 1973)

## Insegnanti(3)
- Alberto da Pavia, docente e giurista italiano (Pavia)
- Alberto Cioci, insegnante e scrittore italiano (Pistoia, n. 1867 - Roma, † 1925)
- Alberto Manzi, docente, pedagogista e scrittore italiano (Roma, n. 1924 - Pitigliano, † 1997)

## Inventori(1)
- Alberto Gianni, inventore italiano (Viareggio, n. 1891 - Belle Île, † 1930)

## Islamisti(1)
- Alberto Ventura, islamista e orientalista italiano (Roma, n. 1953 - Cosenza, † 2022)

## Judoka(2)
- Alberto Francini, ex judoka sammarinese (Rimini, n. 1958)
- Alberto Gaitero, judoka spagnolo (n. 1996)

## Latinisti(1)
- Alberto Grilli, latinista e filologo classico italiano (Milano, n. 1920 - Milano, † 2007)

## Letterati(3)
- Alberto di Stade, letterato e abate tedesco (n. 1190 - † 1261)
- Alberto Caprara, letterato e diplomatico italiano (Bologna, n. 1627 - Bologna, † 1691)
- Alberto Fortis, letterato, naturalista e geologo italiano (Padova, n. 1741 - Bologna, † 1803)

## Linguisti(2)
- Alberto Castellani, linguista italiano (Empoli, n. 1884 - Empoli, † 1932)
- Alberto Menarini, linguista italiano (Bologna, n. 1904 - Bologna, † 1984)

## Liutai(1)
- Alberto Giordano, liutaio italiano (Genova, n. 1961)

## Lottatori(2)
- Alberto Longarella, lottatore argentino (n. 1923 - † 2017)
- Alberto Molfino, lottatore italiano (Genova, n. 1906 - Terni, † 1977)

## Lunghisti(1)
- Alberto Albero, ex lunghista italiano (Pisa, n. 1952)

## Mafiosi(1)
- Alberto Beneduce, mafioso italiano (Sant'Anastasia, n. 1950 - Sessa Aurunca, † 1990)

## Magistrati(4)
- Alberto Giacomelli, magistrato italiano (Trapani, n. 1919 - Trapani, † 1988)
- Alberto Nicola Gualano, magistrato statunitense (San Vincenzo al Volturno, n. 1868 - San Bernardino, † 1960)
- Alberto Maritati, magistrato e politico italiano (Lecce, n. 1940)
- Alberto Salucci, magistrato e politico italiano (Portoferraio, n. 1864 - Roma, † 1942)

## Maratoneti(4)
- Alberto Cavallero, maratoneta italiano (Spigno Monferrato, n. 1900 - Spigno Monferrato, † 1968)
- Alberto Juzdado, ex maratoneta spagnolo (n. 1966)
- Alberto Lucherini, ex maratoneta italiano (n. 1956)
- Alberto Salazar, ex maratoneta, mezzofondista e allenatore di atletica leggera statunitense (L'Avana, n. 1958)

## Matematici(11)
- Alberto Alessio, matematico e esperantista italiano (Schio, n. 1872 - Crespano del Grappa, † 1944)
- Alberto Mario Bedarida, matematico italiano (Torino, n. 1890 - Genova, † 1957)
- Alberto Calderón, matematico argentino (Mendoza, n. 1920 - Chicago, † 1998)
- Alberto Conte, matematico italiano (Asti, n. 1942)
- Alberto Conti, matematico italiano (Firenze, n. 1873 - Firenze, † 1940)
- Albert Dou, matematico spagnolo (Olot, n. 1915 - Sant Cugat del Vallès, † 2009)
- Alberto Gabba, matematico italiano (Dorno, n. 1794 - Pavia, † 1868)
- Alberto Pappiani, matematico, astronomo e teologo italiano (n. 1709 - † 1790)
- Alberto Pascal, matematico italiano (Pavia, n. 1894 - Monte Valbella, † 1918)
- Alberto Tognoli, matematico italiano (Brescia, n. 1937 - Rapallo, † 2008)
- Alberto Tonelli, matematico italiano (Lucca, n. 1849 - Roma, † 1920)

## Medici(11)
- Alberto Barton, medico e microbiologo peruviano (Buenos Aires, n. 1870 - Lima, † 1950)
- Alberto Mario Cavallotti, medico e politico italiano (Perugia, n. 1907 - Milano, † 1994)
- Alberto Cibrario, medico e pittore italiano (Torino, n. 1877 - Torino, † 1962)
- Alberto Denti di Pirajno, medico, funzionario e scrittore italiano (La Spezia, n. 1886 - Roma, † 1968)
- Alberto Missiroli, medico italiano (Cervia, n. 1883 - Roma, † 1951)
- Alberto Monroy, medico, biologo e biochimico italiano (Palermo, n. 1913 - Woods Hole, † 1986)
- Alberto Oliverio, medico e biologo italiano (Catania, n. 1938)
- Alberto Pellai, medico italiano (Somma Lombardo, n. 1964)
- Alberto Ravaioli, medico e politico italiano (Forlì, n. 1945)
- Alberto Rinaldi, medico italiano (Cetona, n. 1869 - Cetona, † 1935)
- Alberto Simonetta, medico, zoologo e paleontologo italiano (Pisa, n. 1930 - Firenze, † 2021)

## Medievisti(1)
- Alberto Boscolo, medievista italiano (Cagliari, n. 1920 - Roma, † 1987)

## Mezzofondisti(4)
- Alberto Barsotti, ex mezzofondista italiano (n. 1964)
- Alberto Cova, ex mezzofondista e politico italiano (Inverigo, n. 1958)
- Alberto García, ex mezzofondista spagnolo (Vallecas, n. 1971)
- Alberto Juantorena, ex mezzofondista e velocista cubano (Santiago di Cuba, n. 1950)

## Militari(28)
- Alberto Acquacalda, militare e attivista italiano (Ravenna, n. 1898 - Lugo, † 1921)
- Alberto Agostini, militare e aviatore italiano (Rosignano Marittimo, n. 1911 - Lechemti, † 1936)
- Alberto III di Brandeburgo, militare (Tangermünde, n. 1414 - Francoforte sul Meno, † 1486)
- Alberto Andreani, militare e partigiano italiano (Crotone, n. 1902 - Massa, † 1951)
- Alberto Banfi, militare italiano (Pinerolo, n. 1903 - Roma, † 1958)
- Alberto Bonzani, militare e politico italiano (Rimini, n. 1872 - Bologna, † 1935)
- Alberto Brondi, militare e aviatore italiano (Ferrara, n. 1915 - Mar Mediterraneo, † 1942)
- Alberto Cadlolo, militare italiano (Roma, n. 1899 - Monte Grappa, † 1918)
- Alberto Cassoli, militare italiano (Reggio Emilia, n. 1890 - battaglia di Culqualber, † 1941)
- Alberto De Falco, militare italiano (Cosenza, n. 1967 - Strada statale 379, † 2000)
- Alberto Errera, militare greco (Larissa, n. 1913 - Campo di sterminio di Birkenau, † 1944)
- Alberto Fantacone, militare e partigiano italiano (Roma, n. 1916 - Roma, † 1944)
- Alberto Ginocchio, militare, marinaio e partigiano italiano (La Spezia, n. 1901 - Venezia, † 1947)
- Alberto Giombini, militare, funzionario e vigile del fuoco italiano (Jesi, n. 1898 - † 1983)
- Alberto Goi, militare italiano (Habighorst, n. 1916 - Selenyj Jar, † 1943)
- Alberto Liri, militare italiano (Genova, n. 1912 - Boccan, † 1936)
- Alberto Litta Modignani, militare italiano (Torino, n. 1902 - Isbuscenskij, † 1942)
- Alberto Lolli Ghetti, militare italiano (Ferentino, n. 1915 - Derna, † 1941)
- Alberto Manenti, militare e funzionario italiano (Tarhuna, n. 1952)
- Alberto Picco di Ulrico, militare e calciatore italiano (La Spezia, n. 1894 - Monte Nero, † 1915)
- Alberto Pollera, militare e antropologo italiano (Lucca, n. 1873 - Asmara, † 1939)
- Alberto Riva Villa Santa, militare italiano (Cagliari, n. 1900 - Paradiso, † 1918)
- Alberto Romano, militare italiano (Cesa, n. 1917 - Salerno, † 1996)
- Alberto Rossi, militare italiano (Milano, n. 1915 - Campagna italiana di Russia, † 1942)
- Alberto Teisaire, militare e politico argentino (Mendoza, n. 1891 - Buenos Aires, † 1963)
- Alberto Verdinois, militare italiano (Trapani, n. 1892 - Settsass, † 1915)
- Alberto da Saviola, militare italiano
- Alberto Carlo Gilberto De la Forest de Divonne, militare italiano (Besançon, n. 1818 - Torino, † 1893)

## Mineralogisti(1)
- Alberto Pelloux, mineralogista italiano (Crema, n. 1868 - Bordighera, † 1948)

## Monaci cristiani(2)
- Alberto da Sassoferrato, monaco cristiano italiano (Sassoferrato - Sassoferrato, † 1350)
- Alberto di Metz, monaco cristiano e storico tedesco († 1024)

## Montatori(2)
- Alberto Gallitti, montatore italiano (Roma, n. 1926 - Roma, † 2011)
- Alberto Moriani, montatore italiano (Roma, n. 1944)

## Musicisti(4)
- Guardian Angel, musicista italiano (n. 1973)
- Alberto Dati, musicista, saggista e produttore discografico italiano (Taranto, n. 1975)
- Alberto Pizzigoni, musicista italiano (Milano, n. 1928 - Bosa, † 2013)
- Alberto Zedda, musicista e direttore d'orchestra italiano (Milano, n. 1928 - Pesaro, † 2017)

## Musicologi(3)
- Alberto Basso, musicologo italiano (Torino, n. 1931)
- Alberto Cantù, musicologo e critico musicale italiano (Genova, n. 1950 - Milano, † 2021)
- Alberto Gentili, musicologo e compositore italiano (Vittorio Veneto, n. 1873 - Torino, † 1954)

## Numismatici(1)
- Alberto Campana, numismatico italiano (Cagliari, n. 1947)

## Nuotatori(6)
- Alberto Amodeo, nuotatore italiano (Magenta, n. 2000)
- Alberto Castagnetti, nuotatore italiano (Verona, n. 1943 - Negrar, † 2009)
- Alberto Conrad, nuotatore boliviano (Riberalta, n. 1910)
- Alberto Isaac, nuotatore, regista e sceneggiatore messicano (Città del Messico, n. 1923 - Città del Messico, † 1998)
- Alberto Martínez, nuotatore spagnolo (n. 1998)
- Alberto Razzetti, nuotatore italiano (Lavagna, n. 1999)

## Paleontologi(2)
- Alberto Angela, paleontologo, divulgatore scientifico e conduttore televisivo italiano (Parigi, n. 1962)
- Alberto Carlo Blanc, paleontologo e geologo italiano (Chambéry, n. 1906 - Roma, † 1960)

## Pallamanisti(1)
- Alberto Entrerríos, ex pallamanista e allenatore di pallamano spagnolo (Gijón, n. 1976)

## Pallanuotisti(6)
- Alberto Agostini, pallanuotista italiano (Genova, n. 1995)
- Alberto Alberani, ex pallanuotista italiano (Firenze, n. 1947)
- Alberto Batignani, pallanuotista e nuotatore uruguaiano (Montevideo, n. 1912)
- Alberto Battinelli, ex pallanuotista italiano (Pescara, n. 1967)
- Alberto Ghibellini, pallanuotista italiano (Genova, n. 1973)
- Alberto Munárriz, pallanuotista spagnolo (Pamplona, n. 1994)

## Pallavolisti(8)
- Alberto Bravo, pallavolista portoricano (San Juan, n. 1988)
- Alberto Caprotti, pallavolista italiano (Monza, n. 1968)
- Alberto Casadei, ex pallavolista italiano (Forlì, n. 1984)
- Alberto Cisolla, ex pallavolista italiano (Treviso, n. 1977)
- Alberto Elia, pallavolista italiano (Tarquinia, n. 1985)
- Alberto Faverio, ex pallavolista e personaggio televisivo italiano (Milano, n. 1959)
- Alberto Marcolini, ex pallavolista italiano (Trento, n. 1969)
- Alberto Polo, pallavolista italiano (Bassano del Grappa, n. 1995)

## Parolieri(2)
- Alberto Salerno, paroliere e produttore discografico italiano (Milano, n. 1949)
- Alberto Testa, paroliere, autore televisivo e cantante italiano (Santos, n. 1927 - Velletri, † 2009)

## Partigiani(4)
- Alberto Cotti, partigiano e scrittore italiano (San Giovanni in Persiceto, n. 1921 - San Giovanni in Persiceto, † 2015)
- Alberto Cozzi, partigiano italiano (Roma, n. 1925 - Roma, † 1944)
- Alberto Damiani, partigiano italiano (Casto, n. 1903 - Milano, † 1970)
- Alberto Imperiali, partigiano italiano (Palombara Sabina, n. 1923 - Civitavecchia, † 2006)

## Patologi(1)
- Alberto Mantovani, patologo, immunologo e divulgatore scientifico italiano (Milano, n. 1948)

## Patriarchi cattolici(3)
- Alberto Barbolani di Montauto, patriarca cattolico e funzionario italiano (Arezzo, n. 1804 - Roma, † 1857)
- Alberto Gori, patriarca cattolico italiano (Agliana, n. 1889 - Gerusalemme, † 1970)
- Alberto da Reggio, patriarca cattolico italiano (Reggio nell'Emilia - † 1246)

## Patrioti(2)
- Alberto Errera, patriota e storico italiano (Venezia, n. 1842 - Napoli, † 1894)
- Alberto Mario, patriota, politico e giornalista italiano (Lendinara, n. 1825 - Lendinara, † 1883)

## Pianisti(7)
- Alberto Mozzati, pianista e docente italiano (Zerbolò, n. 1917 - Milano, † 1982)
- Alberto Neuman, pianista e compositore argentino (Buenos Aires, n. 1933 - Angoulême, † 2021)
- Alberto Nones, pianista, saggista e docente italiano (Trento, n. 1975)
- Alberto Nosè, pianista italiano (Villafranca di Verona, n. 1979)
- Alberto Pizzo, pianista e compositore italiano (Napoli, n. 1980)
- Alberto Semprini, pianista e direttore d'orchestra inglese (Bath, n. 1908 - Brixham, † 1990)
- Alberto Tafuri, pianista e compositore italiano (Torino, n. 1963)

## Piloti automobilistici(6)
- Alberto Ascari, pilota automobilistico e pilota motociclistico italiano (Milano, n. 1918 - Monza, † 1955)
- Alberto Cola, pilota automobilistico italiano (Monza, n. 1986)
- Alberto Colombo, pilota automobilistico italiano (Varedo, n. 1946 - Monza, † 2024)
- Alberto Crespo, pilota automobilistico argentino (Buenos Aires, n. 1920 - Buenos Aires, † 1991)
- Alberto Rodríguez Larreta, pilota automobilistico argentino (Buenos Aires, n. 1934 - Buenos Aires, † 1977)
- Alberto Uria, pilota automobilistico uruguaiano (Montevideo, n. 1924 - Montevideo, † 1988)

## Piloti di rally(2)
- Alberto Battistolli, pilota di rally italiano (Arzignano, n. 1997)
- Alberto Heller, pilota di rally cileno (n. 1993)

## Piloti motociclistici(5)
- Alberto Gandossi, pilota motociclistico italiano (Bergamo, n. 1933)
- Alberto Moncayo, pilota motociclistico spagnolo (Cadice, n. 1991)
- Alberto Pagani, pilota motociclistico italiano (Milano, n. 1938 - † 2017)
- Alberto Puig, pilota motociclistico spagnolo (Barcellona, n. 1967)
- Alberto Surra, pilota motociclistico italiano (Torino, n. 2004)

## Pionieri dell'aviazione(1)
- Alberto Santos-Dumont, pioniere dell'aviazione brasiliano (Palmira, n. 1873 - Guarujá, † 1932)

## Pistard(1)
- Alberto Ghilardi, pistard e ciclista su strada italiano (Roma, n. 1909 - Roma, † 1971)

## Pittori(39)
- Alberto Abate, pittore italiano (Roma, n. 1946 - Roma, † 2012)
- Alberto Bardi, pittore e partigiano italiano (Reggello, n. 1918 - Roma, † 1984)
- Alberto Biasi, pittore italiano (Padova, n. 1937)
- Alberto Bonsignori, pittore italiano (Verona)
- Alberto Bragaglia, pittore italiano (Frosinone, n. 1896 - Anzio, † 1985)
- Alberto Caffassi, pittore italiano (Alessandria, n. 1894 - Alessandria, † 1973)
- Alberto Caligiani, pittore, incisore e scrittore italiano (Grosseto, n. 1894 - Firenze, † 1973)
- Alberto Carlieri, pittore italiano (n. 1672)
- Alberto Carosi, pittore italiano (Roma, n. 1891 - Roma, † 1967)
- Alberto Cavalieri, pittore e scultore italiano (Genova, n. 1927 - Reggimonti, † 2011)
- Alberto Cavalli, pittore italiano
- Alberto Chiancone, pittore italiano (Porto Santo Stefano, n. 1904 - Napoli, † 1988)
- Alberto Chiarini, pittore italiano (Teramo, n. 1939 - Teramo, † 1988)
- Alberto Croce, pittore e scultore italiano (Milano, n. 1933 - Milano, † 2014)
- Alberto Fremura, pittore e scrittore italiano (Livorno, n. 1936 - Fénis, † 2023)
- Alberto Helios Gagliardo, pittore e incisore italiano (Genova, n. 1893 - Genova, † 1987)
- Alberto Gianquinto, pittore italiano (Venezia, n. 1929 - Jesolo, † 2003)
- Alberto Graziadei, pittore italiano (Calceranica al Lago, n. 1907 - Trento, † 1995)
- Alberto Greco, pittore e poeta argentino (Buenos Aires, n. 1931 - Barcellona, † 1965)
- Alberto Issel, pittore e imprenditore italiano (Genova, n. 1848 - Genova, † 1926)
- Alberto Magnelli, pittore italiano (Firenze, n. 1888 - Meudon, † 1971)
- Alberto Magri, pittore e incisore italiano (Fauglia, n. 1880 - Barga, † 1939)
- Alberto Manfredi, pittore e incisore italiano (Reggio Emilia, n. 1930 - Reggio Emilia, † 2001)
- Alberto Micheli Pellegrini, pittore e illustratore italiano (Livorno, n. 1870 - Bibbiena, † 1943)
- Alberto Morrocco, pittore britannico (Aberdeen, n. 1917 - Dundee, † 1998)
- Alberto Mucchiati, pittore italiano (Ficarolo, n. 1744 - Ferrara, † 1828)
- Alberto Pisa, pittore italiano (Ferrara, n. 1864 - Firenze, † 1930)
- Alberto Salietti, pittore italiano (Ravenna, n. 1892 - Chiavari, † 1961)
- Alberto Sforza, pittore italiano (Benevento)
- Alberto Sozio, pittore italiano
- Alberto Sughi, pittore italiano (Cesena, n. 1928 - Bologna, † 2012)
- Alberto Tavazzi, pittore, attore e sceneggiatore italiano (Roma, n. 1912 - Roma, † 2006)
- Alberto Trotta, pittore e incisore italiano (Salerno, n. 1940 - Salerno, † 1990)
- Alberto Vargas, pittore e illustratore peruviano (Arequipa, n. 1896 - Los Angeles, † 1982)
- Alberto Vianelli, pittore italiano (Cava de' Tirreni, n. 1841 - Napoli, † 1927)
- Alberto Zampieri, pittore italiano (Livorno, n. 1903 - Pisa, † 1992)
- Alberto Zardo, pittore e illustratore italiano (Padova, n. 1876 - Firenze, † 1959)
- Alberto Zilocchi, pittore italiano (Bergamo, n. 1931 - † 1991)
- Alberto Ziveri, pittore italiano (Roma, n. 1908 - Roma, † 1990)

## Polistrumentisti(1)
- Alberto Baldan Bembo, polistrumentista, arrangiatore e compositore italiano (Milano, n. 1938 - Milano, † 2017)

## Politologi(2)
- Alberto Mingardi, politologo italiano (Milano, n. 1981)
- Alberto Spreafico, politologo italiano (Porretta Terme, n. 1928 - Praga, † 1991)

## Poliziotti(2)
- Alberto Araldi, carabiniere e partigiano italiano (Ziano Piacentino, n. 1912 - Piacenza, † 1945)
- Alberto La Rocca, carabiniere italiano (Sora, n. 1924 - Fiesole, † 1944)

## Presbiteri(3)
- Alberto Beretta, presbitero, medico e missionario italiano (Milano, n. 1916 - Bergamo, † 2001)
- Alberto De Agostini, presbitero, geografo e esploratore italiano (Pollone, n. 1883 - Torino, † 1960)
- Alberto Ángel Zanchetta, presbitero argentino

## Principi(14)
- Alberto di Schwarzburg-Rudolstadt, principe tedesco (Rudolstadt, n. 1798 - Rudolstadt, † 1869)
- Alberto di Prussia, principe e generale prussiano (Königsberg, n. 1809 - Berlino, † 1872)
- Alberto Leopoldo di Baviera, principe tedesco (Monaco di Baviera, n. 1905 - Starnberg, † 1996)
- Alberto di Schleswig-Holstein, principe inglese (Frogmore House, n. 1869 - Berlino, † 1931)
- Alberto di Schleswig-Holstein-Sonderburg-Glücksburg, principe tedesco (Kiel, n. 1863 - Glücksburg, † 1948)
- Alberto I di Meclemburgo, principe (n. 1230 - † 1265)
- Alberto I di Monaco, principe monegasco (Parigi, n. 1848 - Parigi, † 1922)
- Alberto II di Monaco, principe monegasco (Monaco, n. 1958)
- Alberto di Sassonia-Coburgo-Gotha, principe (Castello di Rosenau, n. 1819 - Windsor, † 1861)
- Alberto Antonio di Schwarzburg-Rudolstadt, principe (Rudolstadt, n. 1641 - Rudolstadt, † 1710)
- Alberto Federico di Brandeburgo-Schwedt, principe (Berlino, n. 1672 - Friedrichsfelde, † 1731)
- Alberto di Sassonia-Teschen, principe tedesco (Moritzburg, n. 1738 - Vienna, † 1822)
- Alberto di Sassonia-Altenburg, principe tedesco (Monaco di Baviera, n. 1843 - Serrahn, † 1902)
- Alberto I di Thurn und Taxis, principe tedesco (Ratisbona, n. 1867 - Ratisbona, † 1952)

## Procuratori sportivi(2)
- Alberto Bergossi, procuratore sportivo e ex calciatore italiano (Forlì, n. 1959)
- Alberto Maria Fontana, procuratore sportivo e ex calciatore italiano (Torino, n. 1974)

## Produttori cinematografici(2)
- Alberto Grimaldi, produttore cinematografico italiano (Napoli, n. 1925 - Miami, † 2021)
- Alberto Marras, produttore cinematografico, sceneggiatore e tecnico del suono italiano (Nuoro, n. 1943)

## Produttori discografici(3)
- Alberto Alberti, produttore discografico italiano (Bologna, n. 1932 - Bentivoglio, † 2006)
- Alberto Carisch, produttore discografico, editore e paroliere italiano (Tirano, n. 1919)
- Alberto Zeppieri, produttore discografico italiano (Udine, n. 1953)

## Profumieri(1)
- Alberto Morillas, profumiere spagnolo (Siviglia, n. 1950)

## Psicologi(2)
- Alberto Argenton, psicologo, pedagogista e artista italiano (Asmara, n. 1944 - Padova, † 2015)
- Alberto Marzi, psicologo italiano (Firenze, n. 1907 - Firenze, † 1983)

## Pugili(3)
- Santiago Lovell, pugile argentino (Avellaneda, n. 1912 - † 1966)
- Alberto Serti, pugile italiano (Riccò del Golfo di Spezia, n. 1933 - La Spezia, † 2005)
- Alberto Servidei, pugile italiano (Massa Lombarda, n. 1975)

## Rapper(1)
- Aerozen, rapper rumeno (Bucarest, n. 1995)

## Registi(19)
- Alberto Ancilotto, regista italiano (Treviso, n. 1902 - Maserada sul Piave, † 1971)
- Alberto Canepa, regista, attore e musicista italiano (Genova, n. 1946)
- Alberto Cardone, regista, sceneggiatore e montatore italiano (Genova, n. 1920 - Roma, † 1977)
- Alberto Cavallone, regista cinematografico e sceneggiatore italiano (Milano, n. 1938 - Roma, † 1997)
- Alberto De Martino, regista e sceneggiatore italiano (Roma, n. 1929 - Roma, † 2015)
- Alberto Fasulo, regista italiano (San Vito al Tagliamento, n. 1976)
- Alberto Ferrari, regista e sceneggiatore italiano (Milano, n. 1962)
- Lasse Braun, regista e scrittore italiano (Algeri, n. 1936 - Roma, † 2015)
- Alberto Grifi, regista, pittore e montatore italiano (Roma, n. 1938 - Roma, † 2007)
- Alberto Morais, regista e sceneggiatore spagnolo (Valladolid, n. 1976)
- Alberto Negrin, regista italiano (Casablanca, n. 1940)
- Alberto Pieralisi, regista e sceneggiatore italiano (Italia, n. 1911 - Rio de Janeiro, † 2001)
- Alberto Pozzetti, regista e sceneggiatore italiano (Acqui Terme, n. 1914 - Roma, † 2002)
- Alberto Rodríguez Librero, regista e sceneggiatore spagnolo (Siviglia, n. 1971)
- Alberto Santana, regista, sceneggiatore e produttore cinematografico cileno (Iquique, n. 1897 - Santiago del Cile, † 1966)
- Alberto Simone, regista e sceneggiatore italiano (Messina, n. 1956)
- Alberto Sironi, regista italiano (Busto Arsizio, n. 1940 - Assisi, † 2019)
- Alberto Vendemmiati, regista e direttore della fotografia italiano (San Donà di Piave, n. 1965)
- Alberto de Zavalía, regista, produttore cinematografico e sceneggiatore argentino (Buenos Aires, n. 1911 - Buenos Aires, † 1988)

## Registi teatrali(2)
- Alberto D'Aversa, regista teatrale, regista cinematografico e sceneggiatore italiano (Casarano, n. 1920 - San Paolo, † 1969)
- Alberto Macchi, regista teatrale e drammaturgo italiano (Roma, n. 1941)

## Religiosi(10)
- Alberto da Prezzate, religioso italiano (Prezzate, n. 1025 - Pontida, † 1095)
- Alberto da Chiatina, religioso italiano (Chiatina, n. 1135 - Colle di Val d'Elsa, † 1202)
- Alberto di Villa d'Ogna, religioso italiano (Villa d'Ogna, n. 1214 - Cremona, † 1279)
- Alberto degli Abati, religioso italiano (Trapani, n. 1240 - Messina, † 1307)
- Alberto Chmielowski, religioso polacco (Igołomia, n. 1845 - Cracovia, † 1916)
- Alberto Guglielmotti, religioso, teologo e storico italiano (Civitavecchia, n. 1812 - Roma, † 1893)
- Alberto Lepidi, religioso, teologo e filosofo italiano (Popoli, n. 1838 - Città del Vaticano, † 1925)
- Alberto da Cotignola, religioso e letterato italiano († 1531)
- Alberto II Pio di Savoia, religioso e condottiero italiano (Carpi - † 1464)
- Alberto di Chiavari, religioso italiano (n. 1250 - † 1300)

## Rugbisti a 15(11)
- Alberto Bergamo, ex rugbista a 15 italiano (Bergamo, n. 1988)
- Alberto Chillon, rugbista a 15 italiano (Venezia, n. 1990)
- Alberto Comin, ex rugbista a 15 italiano (Padova, n. 1933)
- Alberto De Marchi, ex rugbista a 15 e dirigente sportivo italiano (Jesolo, n. 1986)
- Alberto Di Bernardo, rugbista a 15 argentino (Rosario, n. 1980)
- Alberto Lucchese, ex rugbista a 15 italiano (Treviso, n. 1986)
- Alberto Marconato, rugbista a 15 italiano (Treviso, n. 1988)
- Alberto Saccardo, ex rugbista a 15 italiano (Campodarsego, n. 1986)
- Alberto Sgarbi, rugbista a 15 italiano (Montebelluna, n. 1986)
- Alberto Vernet Basualdo, ex rugbista a 15 argentino (Buenos Aires, n. 1982)
- Alberto Zorzi, rugbista a 15 italiano (Treviso, n. 1990)

## Scacchisti(4)
- Alberto Barp, scacchista italiano (Feltre, n. 1999)
- Alberto Batori, scacchista e compositore di scacchi italiano (Viareggio, n. 1884 - Viareggio, † 1923)
- Alberto David, scacchista italiano (Milano, n. 1970)
- Alberto Giustolisi, scacchista italiano (Roma, n. 1928 - Genzano di Roma, † 1990)

## Sceneggiatori(7)
- Alberto Albani Barbieri, sceneggiatore, giornalista e critico cinematografico italiano (Ancona, n. 1907 - Ancona, † 1984)
- Alberto Cavalcanti, sceneggiatore, regista e produttore cinematografico brasiliano (Rio de Janeiro, n. 1897 - Parigi, † 1982)
- Alberto Ciambricco, sceneggiatore italiano (Fabriano, n. 1920 - Roma, † 2008)
- Alberto Marini, sceneggiatore, regista cinematografico e produttore cinematografico italiano (Torino, n. 1972)
- Alberto Piferi, sceneggiatore, dialoghista e linguista italiano (Roma, n. 1929 - Roma, † 2016)
- Alberto Silvestri, sceneggiatore e autore televisivo italiano (Roma, n. 1933 - Roma, † 2001)
- Alberto Taraglio, sceneggiatore, regista cinematografico e fumettista italiano (Roma, n. 1959)

## Scenografi(1)
- Alberto Boccianti, scenografo italiano (Bari, n. 1908 - † 2000)

## Schermidori(5)
- Alberto Balestrini, ex schermidore argentino (Córdoba, n. 1931)
- Alberto González, ex schermidore argentino (Buenos Aires, n. 1972)
- Alberto Lanteri, ex schermidore argentino (La Plata, n. 1938)
- Alberto Pellegrini, schermidore italiano (Padova, n. 1988)
- Alberto Pellegrino, schermidore e dirigente sportivo italiano (Tunisi, n. 1930 - Milano, † 1996)

## Sciatori alpini(2)
- Alberto Schieppati, ex sciatore alpino italiano (Milano, n. 1981)
- Alberto Tomba, ex sciatore alpino italiano (Bologna, n. 1966)

## Scrittori(43)
- Alberto Apponi, scrittore, politico e antifascista italiano (Roma, n. 1906 - Perugia, † 1977)
- Alberto Baeza Flores, scrittore e giornalista cileno (Santiago del Cile, n. 1914 - Miami, † 1998)
- Alberto Barrera Tyszka, scrittore e poeta venezuelano (Caracas, n. 1960)
- Alberto Bevilacqua, scrittore, poeta e regista italiano (Parma, n. 1934 - Roma, † 2013)
- Alberto Cantoni, scrittore italiano (Pomponesco, n. 1841 - Mantova, † 1904)
- Alberto Capitta, scrittore, regista e attore italiano (Sassari, n. 1954)
- Alberto Carocci, scrittore e giornalista italiano (Firenze, n. 1904 - Roma, † 1972)
- Alberto Cavanna, scrittore, traduttore e illustratore italiano (Albisola Superiore, n. 1961)
- Alberto Cola, scrittore e autore di fantascienza italiano (Tolentino, n. 1967)
- Alberto Colantuoni, scrittore, giornalista e drammaturgo italiano (Trieste, n. 1874 - Milano, † 1959)
- Alberto Costantini, scrittore e saggista italiano (Vicenza, n. 1953)
- Alberto Cougnet, scrittore, giornalista e medico italiano (Nizza Marittima, n. 1850 - Morcote, † 1916)
- Alberto Cristofori, scrittore e traduttore italiano (Milano, n. 1961)
- Alberto Custerlina, scrittore italiano (Trieste, n. 1965)
- Alberto Donini, scrittore, librettista e sindacalista italiano (Roma, n. 1887 - Roma, † 1961)
- Alberto Eva, scrittore italiano (Firenze, n. 1940 - Firenze, † 2022)
- Alberto Fezzi, scrittore italiano (Verona, n. 1977)
- Alberto Fuguet, scrittore, giornalista e regista cileno (Santiago del Cile, n. 1963)
- Alberto Garlini, scrittore e poeta italiano (Parma, n. 1969)
- Alberto Manguel, scrittore e traduttore argentino (Buenos Aires, n. 1948)
- Alberto Melis, scrittore italiano (Cagliari, n. 1957)
- Alberto Mieli, scrittore e superstite dell'Olocausto italiano (Roma, n. 1925 - Roma, † 2018)
- Alberto Moravia, scrittore, giornalista e sceneggiatore italiano (Roma, n. 1907 - Roma, † 1990)
- Alberto Moravia, scrittore italiano (Roma, n. 1907 - Roma, † 1990)
- Alberto Nessi, scrittore svizzero (Mendrisio, n. 1940)
- Alberto Nin Frías, scrittore uruguaiano (Montevideo, n. 1878 - † 1937)
- Alberto Orsi, scrittore e medico italiano
- Alberto Paleari, scrittore italiano (Rho, n. 1975)
- Alberto Pallotta, scrittore e critico cinematografico italiano (Roma, n. 1966)
- Alberto Picotti, scrittore italiano (Udine, n. 1929 - Udine, † 2018)
- Carlo Dossi, scrittore, diplomatico e archeologo italiano (Zenevredo, n. 1849 - Cardina, † 1910)
- Alberto Preda, scrittore e regista italiano (Verano Brianza, n. 1951 - Bergamo, † 2007)
- Alberto Prunetti, scrittore e traduttore italiano (Piombino, n. 1973)
- Alberto Rollo, scrittore, saggista e critico letterario italiano (Milano, n. 1951)
- Alberto Ruy Sánchez, scrittore messicano (Città del Messico, n. 1951)
- Alberto Savinio, scrittore, pittore e drammaturgo italiano (Atene, n. 1891 - Roma, † 1952)
- Alberto Schiavone, scrittore italiano (Torino, n. 1980)
- Alberto Spaini, scrittore, giornalista e germanista italiano (Trieste, n. 1892 - Roma, † 1975)
- Alberto Toso Fei, scrittore, saggista e giornalista italiano (Venezia, n. 1966)
- Alberto Vigevani, scrittore, editore e critico teatrale italiano (Milano, n. 1918 - Milano, † 1999)
- Alberto Viriglio, scrittore, poeta e giornalista italiano (Torino, n. 1851 - Torino, † 1913)
- Alberto Viviani, scrittore, poeta e giornalista italiano (Firenze, n. 1894 - Firenze, † 1970)
- Alberto Vázquez-Figueroa, scrittore, giornalista e sceneggiatore spagnolo (Santa Cruz de Tenerife, n. 1936)

## Scultori(6)
- Alberto Inglesi, scultore e pittore italiano (Grosseto, n. 1952)
- Alberto Arnoldi, scultore e architetto italiano
- Alberto Bazzoni, scultore italiano (San Nicomede, n. 1889 - Milano, † 1973)
- Alberto Giacomasso, scultore italiano (Genova, n. 1887 - Torino, † 1970)
- Alberto Giacometti, scultore e pittore svizzero (Borgonovo di Stampa, n. 1901 - Coira, † 1966)
- Alberto Viani, scultore italiano (Quistello, n. 1906 - Venezia, † 1989)

## Skeletonisti(1)
- Alberto Polacchi, skeletonista italiano (Domodossola, n. 1973)

## Snowboarder(2)
- Alberto Maffei, snowboarder italiano (Tione di Trento, n. 1995)
- Alberto Schiavon, snowboarder italiano (Rovereto, n. 1978)

## Sociologi(4)
- Alberto Abruzzese, sociologo, scrittore e saggista italiano (Roma, n. 1942)
- Alberto Febbrajo, sociologo e giurista italiano (Vittorio Veneto, n. 1944)
- Alberto L'Abate, sociologo e attivista italiano (Brindisi, n. 1931 - Firenze, † 2017)
- Alberto Melucci, sociologo italiano (Rimini, n. 1943 - Rimini, † 2001)

## Sollevatori(2)
- Alberto Blanco, ex sollevatore cubano (n. 1950)
- Alberto Pigaiani, sollevatore italiano (Milano, n. 1928 - Milano, † 2003)

## Sovrani(8)
- Alberto di Meclemburgo, sovrano (Meclemburgo - † 1412)
- Alberto I d'Asburgo, sovrano (Rheinfelden, n. 1255 - Brugg, † 1308)
- Alberto I del Belgio, sovrano belga (Bruxelles, n. 1875 - Marche-les-Dames, † 1934)
- Alberto II d'Asburgo, sovrano (Vienna, n. 1397 - Neszmély, † 1439)
- Alberto II del Belgio, sovrano belga (Bruxelles, n. 1934)
- Alberto IV di Baviera, sovrano (Monaco di Baviera, n. 1447 - Monaco di Baviera, † 1508)
- Alberto di Sassonia, sovrano (Dresda, n. 1828 - Sibyllenort, † 1902)
- Alberto IV di Meclemburgo-Schwerin, sovrano tedesco († 1388)

## Sportivi(1)
- Beto Perez, sportivo colombiano (Cali, n. 1970)

## Statistici(2)
- Alberto Canaletti Gaudenti, statistico, politico e storico italiano (Sirolo, n. 1887 - Roma, † 1966)
- Alberto Zuliani, statistico italiano (Roma, n. 1940)

## Stilisti(4)
- Alberto Aspesi, stilista italiano (Gallarate, n. 1944)
- Alberto Dalcò, stilista italiano (Traversetolo, n. 1902 - Traversetolo, † 1963)
- Alberto Fabiani, stilista italiano (Roma, n. 1910 - Cetona, † 1987)
- Albert Kriemler, stilista svizzero (San Gallo, n. 1960)

## Storici(12)
- Alberto di Aquisgrana, storico francese
- Alberto Aquarone, storico italiano (Barcellona, n. 1930 - Roma, † 1985)
- Alberto Mario Banti, storico italiano (Pisa, n. 1957)
- Alberto Cavaglion, storico, saggista e biografo italiano (Cuneo, n. 1956)
- Alberto Forni, storico italiano (Roma, n. 1953)
- Alberto Maria Ghisalberti, storico e antifascista italiano (Milano, n. 1894 - Roma, † 1986)
- Alberto Pincherle, storico italiano (Milano, n. 1894 - Roma, † 1979)
- Alberto Santoni, storico italiano (Roma, n. 1936 - Roma, † 2013)
- Alberto Sbacchi, storico italiano (Palermo, n. 1937 - Lancaster, † 2006)
- Alberto Stramaccioni, storico, giornalista e politico italiano (Bettona, n. 1956)
- Alberto Tenenti, storico italiano (Viareggio, n. 1924 - Parigi, † 2002)
- Alberto Torresani, storico italiano (Bologna, n. 1940)

## Storici dell'arte(3)
- Alberto Busignani, storico dell'arte, poeta e editore italiano (Cesena, n. 1930 - Firenze, † 2015)
- Alberto Martini, storico dell'arte italiano (Mantova, n. 1931 - Santarcangelo di Romagna, † 1965)
- Alberto Vincenzo Vaccari, storico dell'arte italiano (Bovolone, n. 1953)

## Storici delle religioni(1)
- Alberto Melloni, storico delle religioni italiano (Reggio Emilia, n. 1959)

## Tastieristi(1)
- Alberto Rocchetti, tastierista e pianista italiano (Montalto di Castro, n. 1955)

## Tennisti(4)
- Alberto Berasategui, ex tennista spagnolo (Bilbao, n. 1973)
- Alberto Bonacossa, tennista, pattinatore artistico su ghiaccio e dirigente sportivo italiano (Vigevano, n. 1883 - Milano, † 1953)
- Alberto Del Bono, tennista italiano (Buenos Aires, n. 1906 - Coloreto, † 1998)
- Alberto Tous, ex tennista spagnolo (Palma di Maiorca, n. 1962)

## Teologi(4)
- Alberto da Padova, teologo italiano (Padova, n. 1269 - Parigi, † 1328)
- Alberto Castaldini, teologo, storico e antropologo italiano (Verona, n. 1970)
- Alberto Gliričić, teologo e vescovo cattolico croato (Cattaro - Roma, † 1564)
- Alberto Maggi, teologo e biblista italiano (Ancona, n. 1945)

## Terroristi(1)
- Alberto Franceschini, terrorista italiano (Reggio Emilia, n. 1947 - Milano, † 2025)

## Traduttori(1)
- Alberto della Piagentina, traduttore e poeta italiano (Firenze - Venezia, † 1332)

## Tuffatori(1)
- Alberto Arévalo, tuffatore spagnolo (n. 1995)

## Vescovi(1)
- Alberto di Cashel, vescovo inglese

## Vescovi cattolici(30)
- Alberto Ablondi, vescovo cattolico italiano (Milano, n. 1924 - Livorno, † 2010)
- Alberto di Lovanio, vescovo cattolico, cardinale e santo belga (Lovanio, n. 1166 - Reims, † 1192)
- Alberto Sigismondo di Baviera, vescovo cattolico tedesco (Monaco di Baviera, n. 1623 - Frisinga, † 1685)
- Alberto, vescovo cattolico italiano (Novara - Novara, † 1083)
- Alberto da Montecorvino, vescovo cattolico italiano (Planisio - Montecorvino, † 1127)
- Alberto, vescovo cattolico italiano († 1237)
- Alberto Gonzaga, vescovo cattolico italiano (Mantova - Ivrea, † 1321)
- Alberto, vescovo cattolico italiano
- Alberto Magno, vescovo cattolico, scrittore e filosofo tedesco (Lauingen - Colonia, † 1280)
- Alberto di Gerusalemme, vescovo cattolico e santo italiano (Castel Gualtieri, n. 1149 - Acri, † 1214)
- Alberto Buoncristiani, vescovo cattolico italiano († 1431)
- Alberto Calvi da Cilavegna, vescovo cattolico italiano (Cilavegna - Novara, † 1230)
- Alberto Capriano, vescovo cattolico italiano (Mantova - Alba, † 1595)
- Alberto Maria Careggio, vescovo cattolico italiano (Mazzè, n. 1937)
- Alberto Costa, vescovo cattolico italiano (Santa Croce di Zibello, n. 1873 - Lecce, † 1950)
- Alberto Giglioli, vescovo cattolico italiano (Buonconvento, n. 1924 - Siena, † 2005)
- Alberto Guttuario, vescovo cattolico italiano (Asti - Asti, † 1439)
- Alberto Ricardo Lorenzelli Rossi, vescovo cattolico argentino (Isidro Casanova, n. 1953)
- Alberto Mugiasca, vescovo cattolico italiano (Como, n. 1635 - Como, † 1694)
- Alberto di Ortenburg, vescovo cattolico austriaco (Carinzia - Trento, † 1390)
- Alberto Pasquale, vescovo cattolico e letterato italiano (Udine, n. 1487 - Udine, † 1543)
- Alberto Quadrelli, vescovo cattolico italiano (Rivolta, n. 1103 - Lodi, † 1173)
- Alberto Roero, vescovo cattolico italiano (Asti, † 1509)
- Alberto Rojas, vescovo cattolico messicano (Aguascalientes, n. 1965)
- Alberto Romita, vescovo cattolico italiano (Ceglie del Campo, n. 1880 - Campobasso, † 1939)
- Alberto Sanvitale, vescovo cattolico italiano (Parma, † 1257)
- Alberto Ricardo da Silva, vescovo cattolico est-timorese (Vila General Carmona, n. 1943 - Dili, † 2015)
- Alberto Silvani, vescovo cattolico italiano (Virgoletta, n. 1946)
- Alberto Tanasini, vescovo cattolico italiano (Ravenna, n. 1945 - Lavagna, † 2024)
- Alberto da Camino, vescovo cattolico italiano († 1242)

## Violinisti(3)
- Alberto Bachmann, violinista, compositore e musicologo francese (Ginevra, n. 1875 - Neuilly-sur-Seine, † 1963)
- Alberto Curci, violinista e compositore italiano (Napoli, n. 1886 - Napoli, † 1973)
- Alberto Poltronieri, violinista italiano (Milano, n. 1892 - Milano, † 1983)

## Zoologi(1)
- Alberto Barrion, zoologo e aracnologo filippino (n. 1951)

## Senza attività specificata(11)
- Alberto da Cimego, italiano
- Alberto VI di Meclemburgo, duca tedesco (n. 1438 - † 1483)
- Alberto Benettin, allenatore di rugby a 15 e rugbista a 15 italiano (Padova, n. 1990)
- Camicione de' Pazzi, italiano
- Alberto Chiesa, allenatore di rugby a 15 e ex rugbista a 15 italiano (Livorno, n. 1988)
- Alberto Coto García, spagnolo (Langreo, n. 1970)
- Alberto Dalla Volta, italiano (Mantova, n. 1922 - Auschwitz, † 1945)
- Alberto Félix, ex pentatleta messicano (n. 1969)
- Alberto Mielgo, spagnolo (Madrid, n. 1979)
- Alberto Pallavicini, Marchese di Bodonitsa, marchese (Almyros, † 1311)
- Alberto Sed, superstite dell'Olocausto italiano (Roma, n. 1928 - Roma, † 2019)